# Franciaország a 2004. évi nyári olimpiai játékokon
Franciaország a görögországi Athénban megrendezett 2004. évi nyári olimpiai játékok egyik részt vevő nemzete volt. Az országot az olimpián 27 sportágban 308 sportoló képviselte, akik összesen 33 érmet szereztek.

## Érmesek
| Érem  | Versenyző                                                                  | Sportág      | Versenyszám                    |
| ----- | -------------------------------------------------------------------------- | ------------ | ------------------------------ |
| Arany | Adrien Hardy Sébastien Vielledent                                          | Evezés       | Férfi kétpárevezős             |
| Arany | Benoît Peschier                                                            | Kajak-kenu   | Férfi szlalom kajak egyes      |
| Arany | Tony Estanguet                                                             | Kajak-kenu   | Férfi szlalom kenu egyes       |
| Arany | Julien Absalon                                                             | Kerékpározás | Férfi terep-kerékpározás       |
| Arany | Arnaud Boiteau Didier Courrèges Cédric Lyard Jean Teulère Nicolas Touzaint | Lovaglás     | Lovastusa, csapat              |
| Arany | Émilie Le Pennec                                                           | Torna        | Női felemás korlát             |
| Arany | Laure Manaudou                                                             | Úszás        | Női 400 m gyors                |
| Arany | Faustine Merret                                                            | Vitorlázás   | Női szörfvitorlázás            |
| Arany | Brice Guyart                                                               | Vívás        | Férfi tőr, egyéni              |
| Arany | Éric Boisse Fabrice Jeannet Jérôme Jeannet Hugues Obry                     | Vívás        | Férfi párbajtőr, csapat        |
| Arany | Julien Pillet Damien Touya Gaël Touya                                      | Vívás        | Férfi kard, csapat             |
| Ezüst | Frédérique Jossinet                                                        | Cselgáncs    | Női légsúly                    |
| Ezüst | Frédéric Dufour Pascal Touron                                              | Evezés       | Férfi könnyűsúlyú kétpárevezős |
| Ezüst | Arnaud Tournant                                                            | Kerékpározás | Férfi egyéni időfutam          |
| Ezüst | Jérôme Thomas                                                              | Ökölvívás    | Légsúly                        |
| Ezüst | Myriam Baverel                                                             | Taekwondo    | Női nehézsúly                  |
| Ezüst | Amélie Mauresmo                                                            | Tenisz       | Női egyes                      |
| Ezüst | Malia Metella                                                              | Úszás        | Női 50 m gyors                 |
| Ezüst | Laure Manaudou                                                             | Úszás        | Női 800 m gyors                |
| Ezüst | Laura Flessel-Colovic                                                      | Vívás        | Női párbajtőr, egyéni          |
| Bronz | Naman Keïta                                                                | Atlétika     | Férfi 400 m gát                |
| Bronz | Christine Arron Sylviane Félix Muriel Hurtis Véronique Mang                | Atlétika     | Női 4 × 100 m váltó            |
| Bronz | Anna Gomis                                                                 | Birkózás     | Női szabadfogás, 55 kg         |
| Bronz | Lise Golliot-Legrand                                                       | Birkózás     | Női szabadfogás, 63 kg         |
| Bronz | Fabien Lefèvre                                                             | Kajak-kenu   | Férfi szlalom kajak egyes      |
| Bronz | Mickael Bourgain Laurent Gané Arnaud Tournant                              | Kerékpározás | Férfi csapatsprint             |
| Bronz | Pascal Gentil                                                              | Taekwondo    | Férfi nehézsúly                |
| Bronz | Hugues Duboscq                                                             | Úszás        | Férfi 100 m mell               |
| Bronz | Solenne Figuès                                                             | Úszás        | Női 200 m gyors                |
| Bronz | Laure Manaudou                                                             | Úszás        | Női 100 m hát                  |
| Bronz | Pascal Rambeau Xavier Rohart                                               | Vitorlázás   | Férfi csillaghajó              |
| Bronz | Maureen Nisima                                                             | Vívás        | Női párbajtőr, egyéni          |
| Bronz | Sarah Daninthe Laura Flessel-Colovic Király-Picot Hajnalka Maureen Nisima  | Vívás        | Női párbajtőr, csapat          |

## Asztalitenisz
Férfi
| Versenyző     | Versenyszám | 64-es főtábla     | 48-as főtábla                                             | 32-es főtábla                                   | Nyolcaddöntő      | Negyeddöntő       | Elődöntő          | Döntő             | Helyezés |
| Versenyző     | Versenyszám | Ellenfél Eredmény | Ellenfél Eredmény                                         | Ellenfél Eredmény                               | Ellenfél Eredmény | Ellenfél Eredmény | Ellenfél Eredmény | Ellenfél Eredmény | Helyezés |
| ------------- | ----------- | ----------------- | --------------------------------------------------------- | ----------------------------------------------- | ----------------- | ----------------- | ----------------- | ----------------- | -------- |
| Patrick Chila | Egyes       |                   | Segun Toriola (NGR) · 11-3, 8-11, 10-12, 11-7, 11-8, 11-9 | Timo Boll (GER) · 3-11, 16-14, 9-11, 3-11, 9-11 | kiesett           | kiesett           | kiesett           | kiesett           | 17.      |

## Atlétika
Férfi
| Versenyző                                                     | Versenyszám     | Előfutam | Előfutam | Előfutam | Negyeddöntő      | Negyeddöntő      | Negyeddöntő      | Elődöntő | Elődöntő | Elődöntő | Döntő         | Döntő         |
| Versenyző                                                     | Versenyszám     | Idő      | Hely.    | Össz.    | Idő              | Hely.            | Össz.            | Idő      | Hely.    | Össz.    | Idő           | Helyezés      |
| ------------------------------------------------------------- | --------------- | -------- | -------- | -------- | ---------------- | ---------------- | ---------------- | -------- | -------- | -------- | ------------- | ------------- |
| Eddy De Lepine                                                | 100 m           | 10,27    | 5.       | 24.**    | nem állt rajthoz | nem állt rajthoz | nem állt rajthoz | kiesett  | kiesett  | kiesett  | kiesett       | kiesett       |
| Aimé-Issa Nthépé                                              | 100 m           | 10,67    | 5.       | 57.*     | kiesett          | kiesett          | kiesett          | kiesett  | kiesett  | kiesett  | kiesett       | kiesett       |
| Ronald Pognon                                                 | 100 m           | 10,18    | 2.       | 12.*     | 10,15            | 4.               | 12.**            | 10,32    | 7.       | 15.      | kiesett       | kiesett       |
| Leslie Djhone                                                 | 400 m           | 45,40    | 1.       | 9.       |                  |                  |                  | 45,01    | 3.       | 5.       | 44,94         | 7.            |
| Nicolas Aïssat                                                | 800 m           | 1:45,31  | 4.       | 5.*      |                  |                  |                  | 1:47,14  | 5.       | 17.      | kiesett       | kiesett       |
| Florent Lacasse                                               | 800 m           | 1:46,91  | 3.       | 34.      |                  |                  |                  | kiesett  | kiesett  | kiesett  | kiesett       | kiesett       |
| Mehdi Baala                                                   | 1500 m          | 3:46,06  | 13.      | 30.      |                  |                  |                  | kiesett  | kiesett  | kiesett  | kiesett       | kiesett       |
| Mounir Yemmouni                                               | 1500 m          | 3:51,08  | 10.      | 34.      |                  |                  |                  | kiesett  | kiesett  | kiesett  | kiesett       | kiesett       |
| Smail Sghyr                                                   | 10 000 m        |          |          |          |                  |                  |                  |          |          |          | 27:57,09      | 8.            |
| Ladji Doucouré                                                | 110 m gát       | 13,18    | 1.       | 1.       | 13,23            | 1.               | 1.               | 13,06    | 1.       | 1.       | 13,76         | 8.            |
| Naman Keïta                                                   | 400 m gát       | 48,88    | 2.       | 13.      |                  |                  |                  | 48,24    | 3.       | 8.       | 48,26         |               |
| Vincent Le Dauphin                                            | 3000 m akadály  | 8:20,13  | 5.       | 9.       |                  |                  |                  |          |          |          | 8:16,15       | 10.           |
| Bouabdellah Tahri                                             | 3000 m akadály  | 8:18,98  | 3.       | 6.       |                  |                  |                  |          |          |          | 8:14,26       | 7.            |
| Driss El Himer                                                | Maraton         |          |          |          |                  |                  |                  |          |          |          | 2:29:07       | 68.           |
| El Hassan Lahssini                                            | Maraton         |          |          |          |                  |                  |                  |          |          |          | 2:19:50       | 36.           |
| David Boulanger                                               | 50 km gyaloglás |          |          |          |                  |                  |                  |          |          |          | 4:01:32       | 22.           |
| Denis Langlois                                                | 50 km gyaloglás |          |          |          |                  |                  |                  |          |          |          | nem ért célba | nem ért célba |
| Eddy Riva                                                     | 50 km gyaloglás |          |          |          |                  |                  |                  |          |          |          | 4:00:25       | 21.           |
| Aimé-Issa Nthépé Ronald Pognon Frédéric Krantz David Alerte   | 4 × 100 m váltó | 38,93    | 7.       | 14.      |                  |                  |                  |          |          |          | kiesett       | kiesett       |
| Ahmed Douhou Ibrahima Wade Abderrahim El Haouzy Leslie Djhone | 4 × 400 m váltó | 3:04,39  | 7.       | 13.      |                  |                  |                  |          |          |          | kiesett       | kiesett       |

| Versenyző         | Versenyszám   | Selejtező | Selejtező | Döntő    | Döntő    |
| Versenyző         | Versenyszám   | Eredmény  | Helyezés  | Eredmény | Helyezés |
| ----------------- | ------------- | --------- | --------- | -------- | -------- |
| Nicolas Guigon    | Rúdugrás      | 530 cm    | 31.*      | kiesett  | kiesett  |
| Romain Mesnil     | Rúdugrás      | 565 cm    | 18.       | kiesett  | kiesett  |
| Yann Domenech     | Távolugrás    | 773 cm    | 28.       | kiesett  | kiesett  |
| Kafétien Gomis    | Távolugrás    | 799 cm    | 14.       | kiesett  | kiesett  |
| Salim Sdiri       | Távolugrás    | 808 cm    | 9.        | 794 cm   | 12.      |
| Julien Kapek      | Hármasugrás   | 16,91 m   | 12.       | 16,81 m  | 10.      |
| Karl Taillepierre | Hármasugrás   | 15,50 m   | 42.       | kiesett  | kiesett  |
| David Brisseault  | Gerelyhajítás | 71,86 m   | 31.       | kiesett  | kiesett  |

| Versenyző     | Versenyszám | 100 m | 100 m | Távolugrás | Távolugrás | Súlylökés | Súlylökés | Magasugrás | Magasugrás | 400 m | 400 m | 110 m gát | 110 m gát | Diszkoszvetés | Diszkoszvetés | Rúdugrás | Rúdugrás | Gerelyhajítás | Gerelyhajítás | 1500 m  | 1500 m | Végeredmény | Végeredmény |
| Versenyző     | Versenyszám | Idő   | Pont  | Eredmény   | Pont       | Eredmény  | Pont      | Eredmény   | Pont       | Idő   | Pont  | Idő       | Pont      | Eredmény      | Pont          | Eredmény | Pont     | Eredmény      | Pont          | Idő     | Pont   | Pont        | Helyezés    |
| ------------- | ----------- | ----- | ----- | ---------- | ---------- | --------- | --------- | ---------- | ---------- | ----- | ----- | --------- | --------- | ------------- | ------------- | -------- | -------- | ------------- | ------------- | ------- | ------ | ----------- | ----------- |
| Romain Barras | Tízpróba    | 11,14 | 830   | 699 cm     | 811        | 14,91 m   | 784       | 194 cm     | 749        | 49,41 | 842   | 14,37     | 927       | 44,83 m       | 763           | 460 cm   | 790      | 64,55 m       | 807           | 4:27,09 | 764    | 8067        | 13.         |
| Laurent Hernu | Tízpróba    | 10,97 | 867   | 719 cm     | 859        | 14,65 m   | 768       | 203 cm     | 831        | 48,73 | 874   | 14,25     | 942       | 44,72 m       | 761           | 480 cm   | 849      | 57,76 m       | 704           | 4:24,35 | 782    | 8237        | 7.          |

Női
| Versenyző                                                   | Versenyszám     | Előfutam | Előfutam | Előfutam | Negyeddöntő | Negyeddöntő | Negyeddöntő | Elődöntő | Elődöntő | Elődöntő | Döntő         | Döntő         |
| Versenyző                                                   | Versenyszám     | Idő      | Hely.    | Össz.    | Idő         | Hely.       | Össz.       | Idő      | Hely.    | Össz.    | Idő           | Helyezés      |
| ----------------------------------------------------------- | --------------- | -------- | -------- | -------- | ----------- | ----------- | ----------- | -------- | -------- | -------- | ------------- | ------------- |
| Véronique Mang                                              | 100 m           | 11,24    | 2.       | 13.      | 11,39       | 6.          | 21.*        | kiesett  | kiesett  | kiesett  | kiesett       | kiesett       |
| Christine Arron                                             | 100 m           | 11,14    | 1.*      | 2.**     | 11,10       | 1.          | 5.          | 11,21    | 6.       | 10.*     | kiesett       | kiesett       |
| Christine Arron                                             | 200 m           | 22,60    | 2.       | 7.       | 22,90       | 4.          | 10.         | 23,05    | 7.       | 14.      | kiesett       | kiesett       |
| Muriel Hurtis                                               | 200 m           | 22,77    | 4.       | 12.      | 23,33       | 6.          | 24.         | kiesett  | kiesett  | kiesett  | kiesett       | kiesett       |
| Sylviane Félix                                              | 200 m           | 22,94    | 2.       | 17.      | 23,08       | 5.          | 15.         | 22,99    | 7.       | 12.      | kiesett       | kiesett       |
| Elisabeth Grousselle                                        | 800 m           | 2:00,31  | 3.       | 3.       |             |             |             | 2:00,21  | 6.       | 13.      | kiesett       | kiesett       |
| Hind Déhiba                                                 | 1500 m          | 4:07,96  | 8.       | 25.      |             |             |             | kiesett  | kiesett  | kiesett  | kiesett       | kiesett       |
| Latifa Essarokh                                             | 1500 m          | 4:09,08  | 10.      | 29.      |             |             |             | kiesett  | kiesett  | kiesett  | kiesett       | kiesett       |
| Maria Martins                                               | 1500 m          | 4:05,95  | 4.       | 4.       |             |             |             | 4:12,76  | 12.      | 24.      | kiesett       | kiesett       |
| Margaret Maury                                              | 5000 m          | 14:56,79 | 6.       | 6.       |             |             |             |          |          |          | 15:09,77      | 11.           |
| Linda Ferga-Khodadin                                        | 100 m gát       | 13,02    | 4.       | 18.      |             |             |             | kiesett  | kiesett  | kiesett  | kiesett       | kiesett       |
| Reïna-Flor Okori                                            | 100 m gát       | 12,81    | 1.       | 6.       |             |             |             | 12,81    | 6.       | 14.      | kiesett       | kiesett       |
| Nicole Ramalalanirina                                       | 100 m gát       | 13,07    | 4.       | 19.      |             |             |             | kiesett  | kiesett  | kiesett  | kiesett       | kiesett       |
| Hafida Gadi-Richard                                         | Maraton         |          |          |          |             |             |             |          |          |          | 2:50:29       | 52.           |
| Rakiya Maraoui-Quétier                                      | Maraton         |          |          |          |             |             |             |          |          |          | nem ért célba | nem ért célba |
| Corinne Raux                                                | Maraton         |          |          |          |             |             |             |          |          |          | 2:35:54       | 15.           |
| Véronique Mang Muriel Hurtis Sylviane Félix Christine Arron | 4 × 100 m váltó | 42,98    | 3.       | 4.       |             |             |             |          |          |          | 42,54         |               |

| Versenyző            | Versenyszám   | Selejtező | Selejtező | Döntő    | Döntő    |
| Versenyző            | Versenyszám   | Eredmény  | Helyezés  | Eredmény | Helyezés |
| -------------------- | ------------- | --------- | --------- | -------- | -------- |
| Vanessa Boslak       | Rúdugrás      | 440 cm    | 11.       | 440 cm   | 6.***    |
| Marie Poissonnier    | Rúdugrás      | 400 cm    | 34.       | kiesett  | kiesett  |
| Eunice Barber        | Távolugrás    | 637 cm    | 28.       | kiesett  | kiesett  |
| Laurence Manfrédi    | Súlylökés     | 17,78 m   | 16.       | kiesett  | kiesett  |
| Mélina Robert-Michon | Diszkoszvetés | 56,70 m   | 31.       | kiesett  | kiesett  |
| Manuela Montebrun    | Kalapácsvetés | 67,90 m   | 15.       | kiesett  | kiesett  |

| Versenyző         | Versenyszám | 100 m gát | 100 m gát | Magasugrás | Magasugrás | Súlylökés | Súlylökés | 200 m | 200 m | Távolugrás | Távolugrás | Gerelyhajítás | Gerelyhajítás | 800 m   | 800 m | Végeredmény | Végeredmény |
| Versenyző         | Versenyszám | Idő       | Pont      | Eredmény   | Pont       | Eredmény  | Pont      | Idő   | Pont  | Eredmény   | Pont       | Eredmény      | Pont          | Idő     | Pont  | Pont        | Helyezés    |
| ----------------- | ----------- | --------- | --------- | ---------- | ---------- | --------- | --------- | ----- | ----- | ---------- | ---------- | ------------- | ------------- | ------- | ----- | ----------- | ----------- |
| Marie Collonvillé | Hétpróba    | 13,65     | 1028      | 185 cm     | 1041       | 12,35 m   | 684       | 25,26 | 863   | 619 cm     | 908        | 49,14 m       | 843           | 2:13,62 | 912   | 6279        | 7.          |

* - egy másik versenyzővel azonos időt/eredményt ért el

** - két másik versenyzővel azonos időt ért el

*** - három másik versenyzővel azonos eredményt ért el

## Birkózás

### Férfi
Kötöttfogású
| Versenyző           | Versenyszám | Csoportkör                                                                | Csoportkör | Negyeddöntő                | Elődöntő          | Bronz- mérkőzés                          | Döntő             | Helyezés |
| Versenyző           | Versenyszám | Ellenfél Eredmény                                                         | Hely.      | Ellenfél Eredmény          | Ellenfél Eredmény | Ellenfél Eredmény                        | Ellenfél Eredmény | Helyezés |
| ------------------- | ----------- | ------------------------------------------------------------------------- | ---------- | -------------------------- | ----------------- | ---------------------------------------- | ----------------- | -------- |
| Mélonin Noumonvi    | 84 kg       | D csoport · Alekszej Misin (RUS) · 0-3 · Gotcha Tsitsiashvili (ISR) · 1-3 | 3.         | kiesett                    | kiesett           | kiesett                                  | kiesett           | 16.      |
| Yannick Szczepaniak | 120 kg      | A csoport · Hajkaz Galsztjan (ARM) · 3-1 · Rafael Barreno (VEN) · 10-0    | 1.         | Szadzsád Barzi (IRI) · 0-3 |                   | 5. helyért · Mijaín López (CUB) · 0-4 PA |                   | 6.       |

Szabadfogású
| Versenyző          | Versenyszám | Csoportkör                                                                  | Csoportkör | Negyeddöntő       | Elődöntő          | Bronz- mérkőzés   | Döntő             | Helyezés |
| Versenyző          | Versenyszám | Ellenfél Eredmény                                                           | Hely.      | Ellenfél Eredmény | Ellenfél Eredmény | Ellenfél Eredmény | Ellenfél Eredmény | Helyezés |
| ------------------ | ----------- | --------------------------------------------------------------------------- | ---------- | ----------------- | ----------------- | ----------------- | ----------------- | -------- |
| Vincent Aka-Akesse | 84 kg       | C csoport · Lázarosz Loizídisz (GRE) · 0-3 · Revaz Mindorasvili (GEO) · 0-3 | 3.         | kiesett           | kiesett           | kiesett           | kiesett           | 20.      |

### Női
Szabadfogású
| Versenyző            | Versenyszám | Csoportkör                                                                     | Csoportkör | Elődöntő                  | Bronz- mérkőzés               | Döntő             | Helyezés |
| Versenyző            | Versenyszám | Ellenfél Eredmény                                                              | Hely.      | Ellenfél Eredmény         | Ellenfél Eredmény             | Ellenfél Eredmény | Helyezés |
| -------------------- | ----------- | ------------------------------------------------------------------------------ | ---------- | ------------------------- | ----------------------------- | ----------------- | -------- |
| Angélique Berthenet  | 48 kg       | B csoport · Cogtbadzarín Enhdzsargal (MGL) · 7-4 · Leopoldina Ross (GBS) · TUS | 1.         | Icsó Csiharu (JPN) · 1-12 | Patricia Miranda (USA) · 4-12 |                   | 4.       |
| Anna Gomis           | 55 kg       | D csoport · I Nare (KOR) · 5-2 · Szofía Pumburídu (GRE) · 10-0                 | 1.         | Josida Szaori (JPN) · 6-7 | Ida Karlsson (SWE) · 6-0      |                   |          |
| Lise Golliot-Legrand | 63 kg       | C csoport · Volha Hilko (BLR) · 7-1 · Natalja Ivanova (TJK) · 3-0              | 1.         | Icsó Kaori (JPN) · 0-4    | Sztavrúla Zigúri (GRE) · TUS  |                   |          |

PA - visszalépett (birói döntéssel 0-4)

## Cselgáncs
Férfi
| Versenyző             | Versenyszám  | Selejtező         | 32-es főtábla                       | Nyolcaddöntő                        | Negyeddöntő                         | Elődöntő                          | Vigaszág első kör | Vigaszág negyeddöntő                | Vigaszág elődöntő            | Bronz- mérkőzés               | Döntő             | Helyezés    |
| Versenyző             | Versenyszám  | Ellenfél Eredmény | Ellenfél Eredmény                   | Ellenfél Eredmény                   | Ellenfél Eredmény                   | Ellenfél Eredmény                 | Ellenfél Eredmény | Ellenfél Eredmény                   | Ellenfél Eredmény            | Ellenfél Eredmény             | Ellenfél Eredmény | Helyezés    |
| --------------------- | ------------ | ----------------- | ----------------------------------- | ----------------------------------- | ----------------------------------- | --------------------------------- | ----------------- | ----------------------------------- | ---------------------------- | ----------------------------- | ----------------- | ----------- |
| Benjamin Darbelet     | Légsúly      |                   | Reiver Alvarenga (VEN) · 0010-0002  | Cshö Minho (KOR) · 0101-0113        | kiesett                             | kiesett                           |                   |                                     |                              |                               |                   | helyezetlen |
| Larbi Ben Boudaoud    | Harmatsúly   |                   | Bektaş Demirel (TUR) · 0021-1100    | kiesett                             | kiesett                             | kiesett                           |                   |                                     |                              |                               |                   | helyezetlen |
| Daniel Fernandes      | Könnyűsúly   |                   | Hszie Csien-hua (CHN) · 0210-0101   | Yoel Razvozov (ISR) · 1000-0001     | Leandro Guilheiro (BRA) · 0101-0010 | Vitalij Makarov (RUS) · 0001-1000 |                   |                                     |                              | Jimmy Pedro (USA) · 0001-1110 |                   | 5.          |
| Cédric Claverie       | Váltósúly    |                   | Kvon Jongu (KOR) · 0001-0111        | kiesett                             | kiesett                             | kiesett                           |                   |                                     |                              |                               |                   | helyezetlen |
| Frédéric Demontfaucon | Középsúly    |                   | José Goldschmied (MEX) · 1010-0000  | Brian Olson (USA) · 1000-0000       | Zurab Zviadauri (GEO) · 0000-0010   |                                   |                   | Haszanbi Taov (RUS) · 0020-0100     | kiesett                      | kiesett                       |                   | helyezetlen |
| Ghislain Lemaire      | Félnehézsúly |                   | Pálkovács Zoltán (SVK) · 1000-0000  | Dmitrij Makszimov (RUS) · 1001-0000 | Michael Jurack (GER) · 0012-0020    |                                   |                   | Oreidis Despaigne (CUB) · 0221-0000 | Arik Zeevi (ISR) · 0000-1001 | kiesett                       |                   | 7.          |
| Mathieu Bataille      | Nehézsúly    |                   | Abdullo Tangriyev (UZB) · 0001-1120 | kiesett                             | kiesett                             | kiesett                           |                   |                                     |                              |                               |                   | helyezetlen |

Női
| Versenyző           | Versenyszám  | Selejtező                          | Nyolcaddöntő                         | Negyeddöntő                         | Elődöntő                          | Vigaszág első kör | Vigaszág negyeddöntő      | Vigaszág elődöntő                  | Bronz- mérkőzés                       | Döntő                        | Helyezés    |
| Versenyző           | Versenyszám  | Ellenfél Eredmény                  | Ellenfél Eredmény                    | Ellenfél Eredmény                   | Ellenfél Eredmény                 | Ellenfél Eredmény | Ellenfél Eredmény         | Ellenfél Eredmény                  | Ellenfél Eredmény                     | Ellenfél Eredmény            | Helyezés    |
| ------------------- | ------------ | ---------------------------------- | ------------------------------------ | ----------------------------------- | --------------------------------- | ----------------- | ------------------------- | ---------------------------------- | ------------------------------------- | ---------------------------- | ----------- |
| Frédérique Jossinet | Légsúly      | Sonya Chervonsky (AUS) · 0200-0000 | Taccjana Maszkvina (BLR) · 1000-0000 | Kao Feng (CHN) · 0102-0011          | Julia Matijass (GER) · 1000-0000  |                   |                           |                                    |                                       | Tani Rjóko (JPN) · 0001-0112 |             |
| Annabelle Euranie   | Harmatsúly   |                                    | Ioana Aluaş (ROU) · 0111-0030        | Telma Monteiro (POR) · 0001-0000    | Hszien Tung-mej (CHN) · 0010-1001 |                   |                           |                                    | Ilse Heylen (BEL) · 0000-0001         |                              | 5.          |
| Barbara Harel       | Könnyűsúly   |                                    | Jurisleidi Lupetej (CUB) · 0000-1000 |                                     |                                   |                   | Lena Göldi (SUI) · WO     | Natalja Juhareva (RUS) · 0020-0001 | Deborah Gravenstijn (NED) · 0010-1000 |                              | 5.          |
| Lucie Décosse       | Váltósúly    | Sara Álvarez (ESP) · 1000-0001     | Carly Dixon (AUS) · 1010-0000        | Daniela Krukower (ARG) · 0000-0001  |                                   |                   | I Bokhi (KOR) · 0111-0100 | Marie Chisholm (CAN) · 0001-1010   | kiesett                               |                              | 7.          |
| Céline Lebrun       | Félnehézsúly |                                    | Nicole Kubes (USA) · 1011-0000       | Edinanci da Silva (BRA) · 0001-0000 | Anno Noriko (JPN) · 0000-0010     |                   |                           |                                    | Yurisel Laborde (CUB) · 0001-1001     |                              | 5.          |
| Eva Bisséni         | Nehézsúly    | Eléni Pátsziu (GRE) · 1000-0000    | Giovanna Blanco (VEN) · 0000-0002    | kiesett                             | kiesett                           |                   |                           |                                    |                                       |                              | helyezetlen |

WO - mérkőzés nélkül

## Evezés
Férfi
| Versenyző | Versenyszám              | Előfutam | Előfutam | Vigaszág | Vigaszág | Elődöntő | Elődöntő | Elődöntő | Döntő   | Döntő   | Döntő   | Helyezés |
| Versenyző | Versenyszám              | Idő      | Hely.    | Idő      | Hely.    | Típus    | Idő      | Hely.    | Típus   | Idő     | Hely.   | Helyezés |
| --- | ------------------------ | -------- | -------- | -------- | -------- | -------- | -------- | -------- | ------- | ------- | ------- | -------- |
| Sébastien Vielledent Adrien Hardy | Kétpárevezős             | 6:45,76  | 1.       |          |          | A/B      | 6:12,40  | 2.       | A       | 6:29,00 | 1.      |          |
| Frédéric Dufour Pascal Touron | Könnyűsúlyú kétpárevezős | 6:14,55  | 1.       |          |          | A/B      | 6:16,33  | 1.       | A       | 6:21,46 | 2.      |          |
| Xavier Philippe Cédric Berrest Jonathan Coeffic Frédéric Perrier | Négypárevezős            | 5:50,74  | 4.       | 5:50,83  | 4.       | kiesett  | kiesett  | kiesett  | kiesett | kiesett | kiesett | 13.      |
| Bastien Ripoll Bastien Gallet Jean-Baptiste Macquet Julien Peudecoeur Donatien Mortelette Anthony Perrot Jean-David Bernard Laurent Cadot Christophe Lattaignant (kormányos) | Nyolcas                  | 5:29,55  | 4.       | 5:34,20  | 2.       |          |          |          | A       | 5:53,31 | 6.      | 6.       |

Női
| Versenyző                       | Versenyszám              | Előfutam | Előfutam | Vigaszág | Vigaszág | Döntő | Döntő   | Döntő | Helyezés |
| Versenyző                       | Versenyszám              | Idő      | Hely.    | Idő      | Hely.    | Típus | Idő     | Hely. | Helyezés |
| ------------------------------- | ------------------------ | -------- | -------- | -------- | -------- | ----- | ------- | ----- | -------- |
| Caroline Delas Gaëlle Buniet    | Kétpárevezős             | 7:41,23  | 4.       | 7:03,50  | 4.       | B     | 6:52,55 | 1.    | 7.       |
| Sophie Balmary Virginie Chauvel | Kormányos nélküli kettes | 7:49,70  | 4.       | 7:24,19  | 4.       | B     | 7:17,94 | 4.    | 10.      |

## Íjászat
Férfi
| Versenyző                                         | Versenyszám | Selejtező | Selejtező | 64-es főtábla                        | 32-es főtábla     | Nyolcaddöntő                                                                     | Negyeddöntő       | Elődöntő          | Döntő             | Helyezés |
| Versenyző                                         | Versenyszám | Pont      | Kiemelt   | Ellenfél Eredmény                    | Ellenfél Eredmény | Ellenfél Eredmény                                                                | Ellenfél Eredmény | Ellenfél Eredmény | Ellenfél Eredmény | Helyezés |
| ------------------------------------------------- | ----------- | --------- | --------- | ------------------------------------ | ----------------- | -------------------------------------------------------------------------------- | ----------------- | ----------------- | ----------------- | -------- |
| Franck Fisseux                                    | Egyéni      | 622       | 56.       | Jamamoto Hirosi (JPN) (9.) · 147-155 | kiesett           | kiesett                                                                          | kiesett           | kiesett           | kiesett           | 38.      |
| Jocelyn de Grandis                                | Egyéni      | 663       | 13.       | Tasi Peldzsor (BHU) (52.) · 136-161  | kiesett           | kiesett                                                                          | kiesett           | kiesett           | kiesett           | 51.      |
| Thomas Naglieri                                   | Egyéni      | 626       | 53.       | Tim Cuddihy (AUS) (12.) · 127-148    | kiesett           | kiesett                                                                          | kiesett           | kiesett           | kiesett           | 51.      |
| Franck Fisseux Jocelyn de Grandis Thomas Naglieri | Csapat      | 1911      | 12.       |                                      |                   | Japán (JPN) · Furukava Takaharu · Hamano Júdzsi · Jamamoto Hirosi (5.) · 241-254 | kiesett           | kiesett           | kiesett           | 10.      |

Női
| Versenyző                                      | Versenyszám | Selejtező | Selejtező | 64-es főtábla                          | 32-es főtábla     | Nyolcaddöntő                                                                                       | Negyeddöntő                                                                  | Elődöntő                                                                    | Döntő                                                                               | Helyezés |
| Versenyző                                      | Versenyszám | Pont      | Kiemelt   | Ellenfél Eredmény                      | Ellenfél Eredmény | Ellenfél Eredmény                                                                                  | Ellenfél Eredmény                                                            | Ellenfél Eredmény                                                           | Ellenfél Eredmény                                                                   | Helyezés |
| ---------------------------------------------- | ----------- | --------- | --------- | -------------------------------------- | ----------------- | -------------------------------------------------------------------------------------------------- | ---------------------------------------------------------------------------- | --------------------------------------------------------------------------- | ----------------------------------------------------------------------------------- | -------- |
| Alexandra Fouace                               | Egyéni      | 627       | 30.       | Macusita Szajami (JPN) (35.) · 157-165 | kiesett           | kiesett                                                                                            | kiesett                                                                      | kiesett                                                                     | kiesett                                                                             | 34.      |
| Bérengère Schuh                                | Egyéni      | 626       | 31.       | Elpída Romandzí (GRE) (34.) · 143-151  | kiesett           | kiesett                                                                                            | kiesett                                                                      | kiesett                                                                     | kiesett                                                                             | 43.      |
| Aurore Trayan                                  | Egyéni      | 594       | 60.       | Csang Csüan-csüan (CHN) (5.) · 122-135 | kiesett           | kiesett                                                                                            | kiesett                                                                      | kiesett                                                                     | kiesett                                                                             | 59.      |
| Alexandra Fouace Bérengère Schuh Aurore Trayan | Csapat      | 1847      | 13.       |                                        |                   | Lengyelország (POL) · Iwona Marcinkiewicz · Justyna Mospinek · Małgorzata Ćwienczek (4.) · 226-224 | India (IND) · Dola Bonerdzsi · Rína Kumári · Szumangala Sarma (5.) · 228-227 | Dél-Korea (KOR) · I Szongdzsin · Pak Szonghjon · Jun Midzsin (1.) · 234-249 | Bronzmérkőzés · Tajvan (TPE) · Chen Li-Ju · Wu Hui-Ju · Yuan Shu-Chi (3.) · 228-242 | 4.       |

## Kajak-kenu

### Síkvízi
Férfi
| Versenyző                   | Versenyszám        | Előfutam | Előfutam | Előfutam | Elődöntő | Elődöntő | Elődöntő | Döntő    | Döntő    |
| Versenyző                   | Versenyszám        | Idő      | Hely.    | Össz.    | Idő      | Hely.    | Össz.    | Idő      | Helyezés |
| --------------------------- | ------------------ | -------- | -------- | -------- | -------- | -------- | -------- | -------- | -------- |
| Bâbak Amir-Tahmasseb        | Kajak egyes 500 m  | 1:39,401 | 3.       | 9.       | 1:40,467 | 3.       | 10.      | 1:40,187 | 7.       |
| Bâbak Amir-Tahmasseb        | Kajak egyes 1000 m | 3:36,882 | 6.       | 18.      | 3:32,582 | 5.       | 9.       | kiesett  | kiesett  |
| Yannick Lavigne José Lenoir | Kenu kettes 500 m  | 1:49,940 | 7.       | 14.      | 1:45,548 | 7.       | 7.       | kiesett  | kiesett  |
| Yannick Lavigne José Lenoir | Kenu kettes 1000 m | 3:35,939 | 5.       | 10.      | 3:35,232 | 5.       | 5.       | kiesett  | kiesett  |

Női
| Versenyző                       | Versenyszám        | Előfutam | Előfutam | Előfutam | Elődöntő | Elődöntő | Elődöntő | Döntő   | Döntő    |
| Versenyző                       | Versenyszám        | Idő      | Hely.    | Össz.    | Idő      | Hely.    | Össz.    | Idő     | Helyezés |
| ------------------------------- | ------------------ | -------- | -------- | -------- | -------- | -------- | -------- | ------- | -------- |
| Nathalie Marie                  | Kajak egyes 500 m  | 1:57,342 | 5.       | 16.      | 1:57,944 | 5.       | 13.      | kiesett | kiesett  |
| Anne-Laure Viard Marie Delattre | Kajak kettes 500 m | 1:45,090 | 5.       | 10.      | 1:45,626 | 4.       | 4.       | kiesett | kiesett  |

### Szlalom
Férfi
| Versenyző                         | Versenyszám | Selejtező | Selejtező | Selejtező | Selejtező | Selejtező  | Selejtező  | Elődöntő | Elődöntő | Döntő   | Döntő   | Összesítés | Összesítés |
| Versenyző                         | Versenyszám | 1. futam  | 1. futam  | 2. futam  | 2. futam  | Összesítés | Összesítés | Elődöntő | Elődöntő | Döntő   | Döntő   | Összesítés | Összesítés |
| Versenyző                         | Versenyszám | Pont      | Hely.     | Pont      | Hely.     | Pont       | Hely.      | Pont     | Hely.    | Pont    | Hely.   | Pont       | Helyezés   |
| --------------------------------- | ----------- | --------- | --------- | --------- | --------- | ---------- | ---------- | -------- | -------- | ------- | ------- | ---------- | ---------- |
| Fabien Lefèvre                    | Kajak egyes | 95,00     | 5.        | 95,80     | 4.        | 190,80     | 4.         | 95,13    | 6.       | 95,86   | 2.      | 190,99     |            |
| Benoît Peschier                   | Kajak egyes | 99,33     | 14.       | 95,04     | 2.        | 194,37     | 8.         | 93,93    | 2.       | 94,03   | 1.      | 187,96     |            |
| Tony Estanguet                    | Kenu egyes  | 99,23     | 1.        | 102,30    | 5.        | 201,53     | 2.         | 93,37    | 2.       | 95,79   | 3.      | 189,16     |            |
| Nicolas Peschier                  | Kenu egyes  | 108,74    | 15.       | 112,62    | 14.       | 221,36     | 14.        | kiesett  | kiesett  | kiesett | kiesett | kiesett    | kiesett    |
| Philippe Quemerais Yann le Pennec | Kenu kettes | 105,29    | 3.        | 110,04    | 5.        | 215,33     | 4.         | 105,79   | 2.       | 111,00  | 5.      | 216,79     | 5.         |

Női
| Versenyző     | Versenyszám | Selejtező | Selejtező | Selejtező | Selejtező | Selejtező  | Selejtező  | Elődöntő | Elődöntő | Döntő  | Döntő | Összesítés | Összesítés |
| Versenyző     | Versenyszám | 1. futam  | 1. futam  | 2. futam  | 2. futam  | Összesítés | Összesítés | Elődöntő | Elődöntő | Döntő  | Döntő | Összesítés | Összesítés |
| Versenyző     | Versenyszám | Pont      | Hely.     | Pont      | Hely.     | Pont       | Hely.      | Pont     | Hely.    | Pont   | Hely. | Pont       | Helyezés   |
| ------------- | ----------- | --------- | --------- | --------- | --------- | ---------- | ---------- | -------- | -------- | ------ | ----- | ---------- | ---------- |
| Peggy Dickens | Kajak egyes | 121,31    | 14.       | 108,27    | 2.        | 229,58     | 12.        | 104,95   | 2.       | 113,85 | 7.    | 218,80     | 4.         |

## Kerékpározás

### Hegyi-kerékpározás
| Versenyző              | Versenyszám        | Idő             | Helyezés      |
| ---------------------- | ------------------ | --------------- | ------------- |
| Julien Absalon         | Férfi terepverseny | 2:15:02         |               |
| Miguel Martinez        | Férfi terepverseny | nem ért célba   | nem ért célba |
| Jean-Christophe Péraud | Férfi terepverseny | 2:20:59 (+5:57) | 11.           |
| Laurence Leboucher     | Női terepverseny   | 2:05:34 (+8:43) | 8.            |

### Országúti kerékpározás
Férfi
| Versenyző         | Versenyszám   | Idő                 | Helyezés      |
| ----------------- | ------------- | ------------------- | ------------- |
| Laurent Brochard  | Mezőnyverseny | 5:44:13 (+2:29)     | 44.           |
| Sylvain Chavanel  | Mezőnyverseny | nem ért célba       | nem ért célba |
| Richard Virenque  | Mezőnyverseny | 5:44:13 (+2:29)     | 48.           |
| Thomas Voeckler   | Mezőnyverseny | 5:41:56 (+0:12)     | 20.           |
| Christophe Moreau | Mezőnyverseny | nem ért célba       | nem ért célba |
| Christophe Moreau | Időfutam      | 59:50,28 (+2:18,54) | 12.           |

Női
| Versenyző              | Versenyszám   | Idő                 | Helyezés |
| ---------------------- | ------------- | ------------------- | -------- |
| Sonia Huguet           | Mezőnyverseny | 3:30:30 (+6:06)     | 40.      |
| Jeannie Longo-Ciprelli | Mezőnyverseny | 3:25:23 (+0:59)     | 10.      |
| Jeannie Longo-Ciprelli | Időfutam      | 33:05,31 (+1:53,78) | 14.      |
| Edwige Pitel           | Időfutam      | 34:02,35 (+2:50,82) | 20.      |
| Edwige Pitel           | Mezőnyverseny | 3:25:42 (+1:18)     | 32.      |

### Pálya-kerékpározás
Sprintversenyek
| Versenyző                                     | Versenyszám         | Selejtező | Selejtező | 1. forduló                                                                                         | Vigaszág               | Vigaszág | 2. forduló                     | Vigaszág               | Vigaszág | 9–12. helyért          | 9–12. helyért | Negyeddöntő                             | 5–8. helyért                                                           | 5–8. helyért | Elődöntő                           | Döntő                                                                              | Helyezés |
| Versenyző                                     | Versenyszám         | Idő       | Hely.     | Ellenfél Győztes idő                                                                               | Ellenfelek Győztes idő | Hely.    | Ellenfél Győztes idő           | Ellenfelek Győztes idő | Hely.    | Ellenfelek Győztes idő | Hely.         | Ellenfél Győztes idő                    | Ellenfelek Győztes idő                                                 | Hely.        | Ellenfél Győztes idő               | Ellenfél Győztes idő                                                               | Helyezés |
| --------------------------------------------- | ------------------- | --------- | --------- | -------------------------------------------------------------------------------------------------- | ---------------------- | -------- | ------------------------------ | ---------------------- | -------- | ---------------------- | ------------- | --------------------------------------- | ---------------------------------------------------------------------- | ------------ | ---------------------------------- | ---------------------------------------------------------------------------------- | -------- |
| Mickaël Bourgain                              | Férfi egyéni sprint | 10,264    | 4.        | Jaroslav Jeřábek (SVK) · 10,988                                                                    |                        |          | Sean Eadie (AUS) · 10,936      |                        |          |                        |               | Laurent Gané (FRA) · 11,018, 10,876     | Ross Edgar (GBR) · Barry Forde (BAR) · Damian Zieliński (POL) · 11,214 | 4.           |                                    |                                                                                    | 8.       |
| Laurent Gané                                  | Férfi egyéni sprint | 10,271    | 5.        | Kim Cshibom (KOR) · 11,166                                                                         |                        |          | José Villanueva (ESP) · 10,772 |                        |          |                        |               | Mickaël Bourgain (FRA) · 11,018, 10,876 |                                                                        |              | Ryan Bayley (AUS) · 10,546, 10,638 | Bronzmérkőzés · René Wolff (GER) · 10,677, 10,612                                  | 4.       |
| Mickael Bourgain Laurent Gané Arnaud Tournant | Férfi csapatsprint  | 44,179    | 1.        | Görögország (GRE) · Jeórjiosz Himonétosz · Dimítriosz Jeorgalísz · Lámbrosz Vaszilópulosz · 44,128 |                        |          |                                |                        |          |                        |               |                                         |                                                                        |              |                                    | Bronzmérkőzés · Ausztrália (AUS) · Ryan Bayley · Sean Eadie · Shane Kelly · 44,359 |          |

Üldözőversenyek
| Versenyző                                                          | Versenyszám                | Selejtező | Selejtező | Elődöntő                                                                                         | Elődöntő      | Elődöntő | Döntő        | Döntő     | Döntő    |
| Versenyző                                                          | Versenyszám                | Idő       | Hely.     | Ellenfél Idő                                                                                     | Saját idő     | Hely.    | Ellenfél Idő | Saját idő | Helyezés |
| ------------------------------------------------------------------ | -------------------------- | --------- | --------- | ------------------------------------------------------------------------------------------------ | ------------- | -------- | ------------ | --------- | -------- |
| Fabien Sanchez                                                     | Férfi egyéni üldözőverseny | 4:20,606  | 8.        | Bradley Wiggins (GBR) · 4:17,215                                                                 | 4:21,235      | 6.       | kiesett      | kiesett   | kiesett  |
| Matthieu Ladagnous Anthony Langella Jérôme Neuville Fabien Sanchez | Férfi csapat üldözőverseny | 4:07,336  | 7.        | Nagy-Britannia (GBR) · Steve Cummings · Paul Manning · Chris Newton · Bradley Wiggins · 3:59,866 | nem ért célba | 7.       | kiesett      | kiesett   | kiesett  |

Időfutam
| Név             | Versenyszám           | Idő      | Helyezés |
| --------------- | --------------------- | -------- | -------- |
| François Pervis | Férfi egyéni időfutam | 1:02,328 | 6.       |
| Arnaud Tournant | Férfi egyéni időfutam | 1:00,896 |          |

Keirin
| Versenyző        | Versenyszám  | 1. forduló | Vigaszág | 2. forduló | Döntő         | Helyezés    |
| Versenyző        | Versenyszám  | Helyezés   | Helyezés | Helyezés   | Helyezés      | Helyezés    |
| ---------------- | ------------ | ---------- | -------- | ---------- | ------------- | ----------- |
| Mickael Bourgain | Férfi keirin | 7.         | 1.       | 3.         | nem ért célba | 4.          |
| Laurent Gané     | Férfi keirin | 6.         | 6.       | kiesett    | kiesett       | helyezetlen |

Pontversenyek
| Versenyző                          | Versenyszám       | Pont          | Helyezés      |
| ---------------------------------- | ----------------- | ------------- | ------------- |
| Franck Perque                      | Férfi pontverseny | 43            | 10.           |
| Sonia Huguet                       | Női pontverseny   | 2             | 13.           |
| Jérôme Neuville Matthieu Ladagnous | Férfi madison     | nem ért célba | nem ért célba |

## Kézilabda

### Férfi

#### Eredmények
Csoportkör
B csoport
| Csapat              | M | Gy | D | V | G+  | G–  | Gk  | P  |
| ------------------- | - | -- | - | - | --- | --- | --- | -- |
| Franciaország (FRA) | 5 | 5  | 0 | 0 | 135 | 108 | +27 | 10 |
| Magyarország (HUN)  | 5 | 4  | 0 | 1 | 132 | 124 | +8  | 8  |
| Németország (GER)   | 5 | 3  | 0 | 2 | 139 | 110 | +29 | 6  |
| Görögország (GRE)   | 5 | 2  | 0 | 3 | 117 | 130 | –13 | 4  |
| Brazília (BRA)      | 5 | 1  | 0 | 4 | 105 | 133 | –28 | 2  |
| Egyiptom (EGY)      | 5 | 0  | 0 | 5 | 110 | 133 | –23 | 0  |

| 2004. augusztus 14. 21:30 | Franciaország (FRA) | 31–17   | Brazília (BRA) | Sports Pavillion, Athén Játékvezetők: Arnaldsson, Vidarsson (ISL) |
| 2004. augusztus 14. 21:30 | Anquetil 7          | (14–10) | Silva 6        | Sports Pavillion, Athén Játékvezetők: Arnaldsson, Vidarsson (ISL) |
| 2004. augusztus 14. 21:30 | 4× 3×               |         | 6× 2×          | Sports Pavillion, Athén Játékvezetők: Arnaldsson, Vidarsson (ISL) |

| 2004. augusztus 16. 16:30 | Görögország (GRE) | 25–29   | Franciaország (FRA) | Sports Pavillion, Athén Játékvezetők: Boye, Jensen (DEN) |
| 2004. augusztus 16. 16:30 | Karipídisz 7      | (15–15) | Anquetil 9          | Sports Pavillion, Athén Játékvezetők: Boye, Jensen (DEN) |
| 2004. augusztus 16. 16:30 | 9× 4×             |         | 4× 3×               | Sports Pavillion, Athén Játékvezetők: Boye, Jensen (DEN) |

| 2004. augusztus 18. 14:30 | Franciaország (FRA) | 26–23  | Magyarország (HUN) | Sports Pavillion, Athén Játékvezetők: Hansson, Olsson (SWE) |
| 2004. augusztus 18. 14:30 | Guigou 6            | (9–10) | Pérez 10           | Sports Pavillion, Athén Játékvezetők: Hansson, Olsson (SWE) |
| 2004. augusztus 18. 14:30 | 9× 4×               |        | 4× 3×              | Sports Pavillion, Athén Játékvezetők: Hansson, Olsson (SWE) |

| 2004. augusztus 20. 21:30 | Franciaország (FRA) | 22–21   | Egyiptom (EGY) | Sports Pavillion, Athén Játékvezetők: Breto, Huelin Trillo (ESP) |
| 2004. augusztus 20. 21:30 | Girault 8           | (11–13) | Keshk 6        | Sports Pavillion, Athén Játékvezetők: Breto, Huelin Trillo (ESP) |
| 2004. augusztus 20. 21:30 | 5× 3×               |         | 8× 4× 1×       | Sports Pavillion, Athén Játékvezetők: Breto, Huelin Trillo (ESP) |

| 2004. augusztus 22. 14:30 | Németország (GER)     | 22–27   | Franciaország (FRA) | Sports Pavillion, Athén Játékvezetők: Oie, Togstad (NOR) |
| 2004. augusztus 22. 14:30 | Schwarzer, Kehrmann 5 | (12–11) | Fernandez 6         | Sports Pavillion, Athén Játékvezetők: Oie, Togstad (NOR) |
| 2004. augusztus 22. 14:30 | 4× 2×                 |         | 4× 2×               | Sports Pavillion, Athén Játékvezetők: Oie, Togstad (NOR) |

Negyeddöntő
| 2004. augusztus 24. 21:30 | Franciaország (FRA) | 24–26   | Oroszország (RUS)  | Sports Pavillion, Athén Játékvezetők: Nachevski, Nachevski (MKD) |
| 2004. augusztus 24. 21:30 | Abati 6             | (14–13) | Ivanov, Koksarov 5 | Sports Pavillion, Athén Játékvezetők: Nachevski, Nachevski (MKD) |
| 2004. augusztus 24. 21:30 | 2× 3×               |         | 3× 3×              | Sports Pavillion, Athén Játékvezetők: Nachevski, Nachevski (MKD) |

Az 5–8. helyért
| 2004. augusztus 27. 9:30 | Spanyolország (ESP) | 27–29   | Franciaország (FRA) | Sports Pavillion, Athén Játékvezetők: Boye, Jensen (DEN) |
| 2004. augusztus 27. 9:30 | Romero, Ortega 5    | (13–11) | Burdet, Girault 8   | Sports Pavillion, Athén Játékvezetők: Boye, Jensen (DEN) |
| 2004. augusztus 27. 9:30 | 3× 3×               |         | 4× 3×               | Sports Pavillion, Athén Játékvezetők: Boye, Jensen (DEN) |

Az 5. helyért
| 2004. augusztus 28. 19:30 | Görögország (GRE) | 15–33  | Franciaország (FRA) | Sports Pavillion, Athén Játékvezetők: Lemme, Ullrich (GER) |
| 2004. augusztus 28. 19:30 | Gramatikósz 7     | (7–17) | Fernandez 9         | Sports Pavillion, Athén Játékvezetők: Lemme, Ullrich (GER) |
| 2004. augusztus 28. 19:30 | 6× 3×             |        | 3× 2×               | Sports Pavillion, Athén Játékvezetők: Lemme, Ullrich (GER) |

| Csapat              | Helyezés |
| ------------------- | -------- |
| Franciaország (FRA) | 5.       |

### Női

#### Eredmények
Csoportkör
B csoport
| Csapat              | M | Gy | D | V | G+  | G–  | Gk  | P |
| ------------------- | - | -- | - | - | --- | --- | --- | - |
| Dél-Korea (KOR)     | 4 | 3  | 1 | 0 | 135 | 103 | +32 | 7 |
| Dánia (DEN)         | 4 | 3  | 1 | 0 | 125 | 98  | +27 | 7 |
| Franciaország (FRA) | 4 | 2  | 0 | 2 | 105 | 106 | –1  | 4 |
| Spanyolország (ESP) | 4 | 0  | 1 | 3 | 86  | 110 | –24 | 1 |
| Angola (ANG)        | 4 | 0  | 1 | 3 | 97  | 131 | –34 | 1 |

| 2004. augusztus 15. 21:30 | Dánia (DEN)  | 35–26   | Franciaország (FRA)                 | Sports Pavillion, Athén Játékvezetők: Pozeznik, Repensek (SLO) |
| 2004. augusztus 15. 21:30 | Brødsgaard 8 | (16–11) | Cendier Ajaguin, Pecqueux-Rolland 4 | Sports Pavillion, Athén Játékvezetők: Pozeznik, Repensek (SLO) |
| 2004. augusztus 15. 21:30 | 3× 4×        |         | 3× 2×                               | Sports Pavillion, Athén Játékvezetők: Pozeznik, Repensek (SLO) |

| 2004. augusztus 17. 21:30 | Franciaország (FRA) | 27–20   | Spanyolország (ESP) | Sports Pavillion, Athén Játékvezetők: Lemme, Ullrich (GER) |
| 2004. augusztus 17. 21:30 | Lejeune, Tervel 6   | (13–10) | Puche 5             | Sports Pavillion, Athén Játékvezetők: Lemme, Ullrich (GER) |
| 2004. augusztus 17. 21:30 | 4× 3×               |         | 3× 3×               | Sports Pavillion, Athén Játékvezetők: Lemme, Ullrich (GER) |

| 2004. augusztus 21. 14:30 | Angola (ANG) | 21–29  | Franciaország (FRA) | Sports Pavillion, Athén Játékvezetők: Bavas, Migas (GRE) |
| 2004. augusztus 21. 14:30 | Bengue 7     | (6–12) | Pecqueux-Rolland 8  | Sports Pavillion, Athén Játékvezetők: Bavas, Migas (GRE) |
| 2004. augusztus 21. 14:30 | 3× 3×        |        | 4× 3×               | Sports Pavillion, Athén Játékvezetők: Bavas, Migas (GRE) |

| 2004. augusztus 23. 14:30 | Franciaország (FRA) | 23–30   | Dél-Korea (KOR) | Sports Pavillion, Athén Játékvezetők: Arnaldsson, Vidarsson (ISL) |
| 2004. augusztus 23. 14:30 | Wendling 8          | (13–18) | Im Okjong 8     | Sports Pavillion, Athén Játékvezetők: Arnaldsson, Vidarsson (ISL) |
| 2004. augusztus 23. 14:30 | 3× 3×               |         | 4× 3×           | Sports Pavillion, Athén Játékvezetők: Arnaldsson, Vidarsson (ISL) |

Negyeddöntő
| 2004. augusztus 26. 16:30 | Franciaország (FRA) | 25–23   | Magyarország (HUN) | Sports Pavillion, Athén Játékvezetők: Bavas, Migas (GRE) |
| 2004. augusztus 26. 16:30 | Lejeune 6           | (10–13) | Radulovics 6       | Sports Pavillion, Athén Játékvezetők: Bavas, Migas (GRE) |
| 2004. augusztus 26. 16:30 | 6× 4×               |         | 4× 4×              | Sports Pavillion, Athén Játékvezetők: Bavas, Migas (GRE) |

Elődöntő
| 2004. augusztus 27. 19:30 | Franciaország (FRA)      | 31–32   | Dél-Korea (KOR) | Sports Pavillion, Athén Játékvezetők: Oie, Togstad (NOR) |
| 2004. augusztus 27. 19:30 | Pecqueux-Rolland, Cano 6 | (10–13) | I Gongdzsu 7    | Sports Pavillion, Athén Játékvezetők: Oie, Togstad (NOR) |
| 2004. augusztus 27. 19:30 | 4× 3×                    |         | 3× 3×           | Sports Pavillion, Athén Játékvezetők: Oie, Togstad (NOR) |

Bronzmérkőzés
| 2004. augusztus 28. 16:30 | Ukrajna (UKR) | 21–18   | Franciaország (FRA) | Sports Pavillion, Athén Játékvezetők: Pozeznik, Repensek (SLO) |
| 2004. augusztus 28. 16:30 | Verheljuk 6   | (10–10) | Lejeune 7           | Sports Pavillion, Athén Játékvezetők: Pozeznik, Repensek (SLO) |
| 2004. augusztus 28. 16:30 | 8× 4× 1×      |         | 2× 3×               | Sports Pavillion, Athén Játékvezetők: Pozeznik, Repensek (SLO) |

| Csapat              | Helyezés |
| ------------------- | -------- |
| Franciaország (FRA) | 4.       |

## Lovaglás
Díjlovaglás
| Versenyző            | Ló        | Versenyszám | 1. kör | 1. kör | 2. kör | 2. kör | 3. kör  | 3. kör  | Végeredmény | Végeredmény |
| Versenyző            | Ló        | Versenyszám | Pont   | Hely.  | Pont   | Hely.  | Pont    | Hely.   | Pont        | Helyezés    |
| -------------------- | --------- | ----------- | ------ | ------ | ------ | ------ | ------- | ------- | ----------- | ----------- |
| Julia Chevanne-Gimel | Calimucho | Egyéni      | 68,750 | 19.    | 69,655 | 16.    | kiesett | kiesett | kiesett     | kiesett     |
| Karen Tebar          | Falada M  | Egyéni      | 67,958 | 24.    | 67,699 | 21.    | kiesett | kiesett | kiesett     | kiesett     |

Díjugratás
| Versenyző                                                | Ló                                                                 | Versenyszám | Selejtező | Selejtező | Selejtező     | Selejtező     | Selejtező | Selejtező    | Selejtező    | Selejtező    | Döntő        | Döntő        | Döntő        | Döntő        | Végeredmény  | Végeredmény  |
| Versenyző                                                | Ló                                                                 | Versenyszám | 1. kör    | 1. kör    | 2. kör        | 2. kör        | 2. kör    | 3. kör       | 3. kör       | 3. kör       | 1. kör       | 1. kör       | 2. kör       | 2. kör       | Végeredmény  | Végeredmény  |
| Versenyző                                                | Ló                                                                 | Versenyszám | Bünt.     | Hely.     | Bünt.         | Össz.         | Hely.     | Bünt.        | Össz.        | Hely.        | Bünt.        | Hely.        | Bünt.        | Hely.        | Bünt.        | Helyezés     |
| -------------------------------------------------------- | ------------------------------------------------------------------ | ----------- | --------- | --------- | ------------- | ------------- | --------- | ------------ | ------------ | ------------ | ------------ | ------------ | ------------ | ------------ | ------------ | ------------ |
| Eugénie Angot                                            | Cigale Du Taillis                                                  | Egyéni      | 6         | 40.       | 4             | 10            | 26.       | 1            | 11           | 11.          | 16           | 36.          | kiesett      | kiesett      | kiesett      | kiesett      |
| Florian Angot                                            | First De Launay                                                    | Egyéni      | 4         | 17.       | 4             | 8             | 15.       | 9            | 17           | 20.          | 16           | 40.          | kiesett      | kiesett      | kiesett      | kiesett      |
| Bruno Broucqsault                                        | Dileme De Cephe                                                    | Egyéni      | 4         | 17.       | nem ért célba | nem ért célba | kiesett   | kiesett      | kiesett      | kiesett      | kiesett      | kiesett      | kiesett      | kiesett      | kiesett      | kiesett      |
| Eric Navet                                               | Dollar Du Murier                                                   | Egyéni      | 5         | 29.       | 16            | 21            | 46.       | visszalépett | visszalépett | visszalépett | visszalépett | visszalépett | visszalépett | visszalépett | visszalépett | visszalépett |
| Eugénie Angot Florian Angot Bruno Broucqsault Eric Navet | Cigale Du Taillis First De Launay Dileme De Cephe Dollar Du Murier | Csapat      |           |           |               |               |           |              |              |              | 24           | 9.           | visszalépett | 10.          | kiesett      | kiesett      |

Lovastusa
| Versenyző                                                                  | Ló                                                                                  | Versenyszám | Díjlovaglás | Díjlovaglás | Tereplovaglás | Tereplovaglás | Tereplovaglás | Díjugratás | Díjugratás | Díjugratás | Díjugratás | Végeredmény | Végeredmény |
| Versenyző                                                                  | Ló                                                                                  | Versenyszám | Díjlovaglás | Díjlovaglás | Tereplovaglás | Tereplovaglás | Tereplovaglás | 1. kör     | 1. kör     | 2. kör     | 2. kör     | Végeredmény | Végeredmény |
| Versenyző                                                                  | Ló                                                                                  | Versenyszám | Bünt.       | Hely.       | Bünt.         | Hely.         | Össz.         | Bünt.      | Hely.      | Bünt.      | Hely.      | Bünt.       | Helyezés    |
| -------------------------------------------------------------------------- | ----------------------------------------------------------------------------------- | ----------- | ----------- | ----------- | ------------- | ------------- | ------------- | ---------- | ---------- | ---------- | ---------- | ----------- | ----------- |
| Arnaud Boiteau                                                             | Expo Du Moulin                                                                      | Egyéni      | 45,8        | 20.         | nem ért célba | nem ért célba | nem ért célba | kiesett    | kiesett    | kiesett    | kiesett    | kiesett     | kiesett     |
| Didier Courrèges                                                           | Debat D'Estruval                                                                    | Egyéni      | 45,6        | 19.         | 0,0           | 6.***         | 14.           | 15         | 54.        | 45         | 25.        | 105,6       | 25.         |
| Cédric Lyard                                                               | Fine Merveille                                                                      | Egyéni      | 54,4        | 33.         | 3,2           | 27.           | 26.           | 13         | 50.        | kiesett    | kiesett    | 70,6        | 30.         |
| Jean Teulère                                                               | Espoir De La Mare                                                                   | Egyéni      | 38,4        | 5.          | 0,0           | 6.***         | 4.            | 8          | 25.        | 4          | 3.         | 50,4        | 4.          |
| Nicolas Touzaint                                                           | Galan De Sauvagère                                                                  | Egyéni      | 29,4        | 1.          | 0,0           | 11.**         | 1.            | 4          | 12.        | 19         | 24.        | 52,4        | 8.          |
| Arnaud Boiteau Didier Courrèges Cédric Lyard Jean Teulère Nicolas Touzaint | Expo Du Moulin Debat D'Estruval Fine Merveille Espoir De La Mare Galan De Sauvagère | Csapat      | 113,4       | 2.          | 0,0           | 1.*           | 1.            | 25         | 9.         |            |            | 140,4       |             |

* - egy másik csapattal azonos eredményt ért el

** - két másik versenyzővel azonos eredményt ért el

*** - három másik versenyzővel azonos eredményt ért el

## Műugrás
Női
| Versenyző     | Versenyszám        | Selejtező | Selejtező | Elődöntő | Elődöntő | Döntő   | Döntő    |
| Versenyző     | Versenyszám        | Pont      | Helyezés  | Pont     | Helyezés | Pont    | Helyezés |
| ------------- | ------------------ | --------- | --------- | -------- | -------- | ------- | -------- |
| Claire Febvay | Egyéni toronyugrás | 195,06    | 33.       | kiesett  | kiesett  | kiesett | kiesett  |

## Ökölvívás
| Versenyző        | Versenyszám  | Selejtező                              | Nyolcaddöntő                      | Negyeddöntő                        | Elődöntő                   | Döntő                          | Helyezés |
| Versenyző        | Versenyszám  | Ellenfél Eredmény                      | Ellenfél Eredmény                 | Ellenfél Eredmény                  | Ellenfél Eredmény          | Ellenfél Eredmény              | Helyezés |
| ---------------- | ------------ | -------------------------------------- | --------------------------------- | ---------------------------------- | -------------------------- | ------------------------------ | -------- |
| Rédouane Asloum  | Papírsúly    | Alekszan Nalbandjan (ARM) · 20-27      | kiesett                           | kiesett                            | kiesett                    | kiesett                        | 17.      |
| Jérôme Thomas    | Légsúly      | Akhil Kumár (IND) · 37-16              | Juan Carlos Payano (DOM) · 36-17  | To'lashboy Doniyorov (UZB) · 25-16 | Fuad Aslanov (AZE) · 23-18 | Yuriorkis Gamboa (CUB) · 23-28 |          |
| Ali Hallab       | Harmatsúly   | Málik Búzján (ALG) · 16-19             | kiesett                           | kiesett                            | kiesett                    | kiesett                        | 17.      |
| Khédafi Djelkhir | Pehelysúly   | Szajf ed-Dín en-Nezsmávi (TUN) · 38-13 | Vitali Tajbert (GER) · 26-40      | kiesett                            | kiesett                    | kiesett                        | 9.       |
| Willy Blain      | Kisváltósúly | Mohammed Ali (TUN) · 36-14             | Alekszandr Maletyin (RUS) · 28-20 | Manat Buncsamnong (THA) · 8-20     | kiesett                    | kiesett                        | 5.       |
| Xavier Noel      | Váltósúly    | André Berto (HAI) · 36-34              | Viktor Poljakov (UKR) · 25-32     | kiesett                            | kiesett                    | kiesett                        | 9.       |

## Öttusa
| Versenyző          | Versenyszám | Lövészet | Lövészet | Lövészet | Vívás    | Vívás | Vívás | Úszás   | Úszás | Úszás | Lovaglás | Lovaglás | Lovaglás | Lovaglás | Futás    | Futás | Futás | Összesen    | Összesen |
| Versenyző          | Versenyszám | Pontszám | Pont     | Hely.    | Eredmény | Pont  | Hely. | Idő     | Pont  | Hely. | Idő      | Hibapont | Pont     | Hely.    | Idő      | Pont  | Hely. | Összes pont | Helyezés |
| ------------------ | ----------- | -------- | -------- | -------- | -------- | ----- | ----- | ------- | ----- | ----- | -------- | -------- | -------- | -------- | -------- | ----- | ----- | ----------- | -------- |
| Raphaël Astier     | Férfi       | 163      | 892      | 32.      | 14-17    | 776   | 19.*  | 2:06,93 | 1280  | 10.   | 1:05,35  | 204      | 996      | 27.      | 10:03,64 | 988   | 19.   | 4932        | 25.      |
| Sébastien Deleigne | Férfi       | 180      | 1096     | 10.      | 15-16    | 804   | 15.*  | 2:12,27 | 1216  | 24.   | 1:11,68  | 196      | 1004     | 24.      | 9:45,31  | 1060  | 7.    | 5180        | 15.      |
| Amélie Caze        | Női         | 170      | 976      | 17.      | 17-14    | 860   | 7.**  | 2:14,44 | 1308  | 1.    | 1:13,64  | 124      | 1076     | 19.      | 11:39,41 | 924   | 23.   | 5144        | 12.      |
| Blandine Lachèze   | Női         | 179      | 1084     | 7.       | 13-18    | 748   | 22.*  | 2:26,31 | 1168  | 19.   | 1:16,04  | 84       | 1116     | 11.      | 11:52,47 | 872   | 28.   | 4988        | 19.      |

* - három másik versenyzővel azonos eredményt ért el

** - négy másik versenyzővel azonos eredményt ért el

## Röplabda

### Férfi
| #    | Név                    | Klub                      | Kor                              | Magasság |
| ---- | ---------------------- | ------------------------- | -------------------------------- | -------- |
| 2    | Hubert Henno           | Tours VB                  | 1976. október 6. (27 évesen)     | 188 cm   |
| 3    | Dominique Daquin       | Dinamo Moszkva Volley     | 1972. november 10. (31 évesen)   | 197 cm   |
| 7    | Stéphane Antiga        | Cuneo                     | 1976. február 3. (28 évesen)     | 200 cm   |
| 8    | Laurent Capet          | Tourcoing LM              | 1972. május 5. (32 évesen)       | 202 cm   |
| 9    | Frantz Granvorka       | G.S. Iraklis Thessaloniki | 1976. március 10. (28 évesen)    | 195 cm   |
| 10   | Vincent Montmeat       | Stade Poitevin            | 1977. szeptember 1. (26 évesen)  | 196 cm   |
| 11   | Loïc de Kergret        | Tours VB                  | 1970. augusztus 20. (33 évesen)  | 193 cm   |
| 14   | Philippe Barca-Cysique | Nice VB                   | 1977. április 22. (27 évesen)    | 194 cm   |
| 15   | Guillaume Samica       | Cuneo                     | 1981. szeptember 28. (22 évesen) | 196 cm   |
| 16   | Mathias Patin          | Paris Volley              | 1974. április 25. (30 évesen)    | 185 cm   |
| 17   | Oliver Kieffer         | Paris Volley              | 1979. augusztus 27. (24 évesen)  | 200 cm   |
| 18   | Sébastien Frangolacci  | Paris Volley              | 1976. március 31. (28 évesen)    | 192 cm   |
| Edző |                        |                           |                                  |          |
|      | Philippe Blain         |                           |                                  |          |

- Kor: 2004. augusztus 12-i kora

#### Eredmények
Csoportkör
A csoport
|                             |      | Mérkőzések | Mérkőzések | Szettek | Szettek | Szettek | Pontok | Pontok | Pontok |
| Csapat                      | Pont | Gy         | V          | Sz+     | Sz–     | SzA     | P+     | P–     | PA     |
| --------------------------- | ---- | ---------- | ---------- | ------- | ------- | ------- | ------ | ------ | ------ |
| Szerbia és Montenegró (SCG) | 9    | 4          | 1          | 12      | 6       | 2,000   | 427    | 398    | 1,073  |
| Görögország (GRE)           | 8    | 3          | 2          | 12      | 9       | 1,333   | 475    | 454    | 1,046  |
| Argentína (ARG)             | 8    | 3          | 2          | 12      | 9       | 1,333   | 471    | 457    | 1,031  |
| Lengyelország (POL)         | 8    | 3          | 2          | 10      | 9       | 1,111   | 422    | 419    | 1,007  |
| Franciaország (FRA)         | 7    | 2          | 3          | 8       | 10      | 0,800   | 405    | 394    | 1,028  |
| Tunézia (TUN)               | 5    | 0          | 5          | 4       | 15      | 0,267   | 373    | 451    | 0,827  |

| 2004. augusztus 15. 14:00 | Argentína (ARG)                   | 3–0 | Franciaország (FRA) | Béke és Barátság stadion, Pireusz Nézőszám: 2370 Játékvezető: Ning Wang (CHN), Hiroyuki Ito (JPN) |
| 2004. augusztus 15. 14:00 | (25–15, 25–23, 25–22) Jegyzőkönyv |     |                     | Béke és Barátság stadion, Pireusz Nézőszám: 2370 Játékvezető: Ning Wang (CHN), Hiroyuki Ito (JPN) |

| 2004. augusztus 17. 11:25 | Franciaország (FRA)               | 0–3 | Szerbia és Montenegró (SCG) | Béke és Barátság stadion, Pireusz Nézőszám: 1000 Játékvezető: Frank Leuthaeusser (GER), Hóbor Béla (HUN) |
| 2004. augusztus 17. 11:25 | (21–25, 28–30, 22–25) Jegyzőkönyv |     |                             | Béke és Barátság stadion, Pireusz Nézőszám: 1000 Játékvezető: Frank Leuthaeusser (GER), Hóbor Béla (HUN) |

| 2004. augusztus 19. 14:00 | Lengyelország (POL)               | 0–3 | Franciaország (FRA) | Béke és Barátság stadion, Pireusz Nézőszám: 5230 Játékvezető: Jarmo Salonen (FIN), Luciano Gaspari (ITA) |
| 2004. augusztus 19. 14:00 | (15–25, 18–25, 17–25) Jegyzőkönyv |     |                     | Béke és Barátság stadion, Pireusz Nézőszám: 5230 Játékvezető: Jarmo Salonen (FIN), Luciano Gaspari (ITA) |

| 2004. augusztus 21. 19:30 | Görögország (GRE)                               | 3–2 | Franciaország (FRA) | Béke és Barátság stadion, Pireusz Nézőszám: 9360 Játékvezető: Umit Sokullu (TUR), Frank Leuthaeusser (GER) |
| 2004. augusztus 21. 19:30 | (25–22, 14–25, 26–24, 23–25, 15–10) Jegyzőkönyv |     |                     | Béke és Barátság stadion, Pireusz Nézőszám: 9360 Játékvezető: Umit Sokullu (TUR), Frank Leuthaeusser (GER) |

| 2004. augusztus 23. 09:00 | Franciaország (FRA)                      | 3–1 | Tunézia (TUN) | Béke és Barátság stadion, Pireusz Nézőszám: 1860 Játékvezető: Francisco Medina (CUB), Fernando Nava (MEX) |
| 2004. augusztus 23. 09:00 | (25–23, 18–25, 25–19, 25–19) Jegyzőkönyv |     |               | Béke és Barátság stadion, Pireusz Nézőszám: 1860 Játékvezető: Francisco Medina (CUB), Fernando Nava (MEX) |

| Csapat              | Helyezés |
| ------------------- | -------- |
| Franciaország (FRA) | 9.       |

### Strandröplabda

#### Férfi
| Versenyző                    | Csoportkör | Csoportkör | Nyolcaddöntő      | Negyeddöntő       | Elődöntő          | Döntő             | Helyezés |
| Versenyző                    | Ellenfél Eredmény | Hely.      | Ellenfél Eredmény | Ellenfél Eredmény | Ellenfél Eredmény | Ellenfél Eredmény | Helyezés |
| ---------------------------- | --- | ---------- | ----------------- | ----------------- | ----------------- | ----------------- | -------- |
| Stéphane Canet Mathieu Hamel | B csoport · Brazília (BRA) · Márcio Araújo · Benjamin Insfran · 13-21, 14-21 · Németország (GER) · Christoph Dieckmann · Andreas Scheuerpflug · 17-21, 21-18, 10-15 · Kuba (CUB) · Francisco Álvarez · Juan Rosell · 18-21, 19-21 | 4.         | kiesett           | kiesett           | kiesett           | kiesett           | 19.      |

## Sportlövészet
Férfi
| Versenyző        | Versenyszám    | Selejtező | Selejtező | Döntő   | Döntő    |
| Versenyző        | Versenyszám    | Pont      | Helyezés  | Pont    | Helyezés |
| ---------------- | -------------- | --------- | --------- | ------- | -------- |
| Franck Dumoulin  | Légpisztoly    | 577       | 20.*      | kiesett | kiesett  |
| Franck Dumoulin  | Szabadpisztoly | 550       | 24.**     | kiesett | kiesett  |
| Stéphane Clamens | Trap           | 119       | 7.****    | kiesett | kiesett  |
| Yves Tronc       | Trap           | 112       | 27.*      | kiesett | kiesett  |
| Anthony Terras   | Skeet          | 121       | 8.*****   | kiesett | kiesett  |

Női
| Versenyző         | Versenyszám           | Selejtező | Selejtező | Döntő   | Döntő    |
| Versenyző         | Versenyszám           | Pont      | Helyezés  | Pont    | Helyezés |
| ----------------- | --------------------- | --------- | --------- | ------- | -------- |
| Brigitte Roy      | Légpisztoly           | 374       | 30.*      | kiesett | kiesett  |
| Brigitte Roy      | Sportpisztoly         | 578       | 10.*      | kiesett | kiesett  |
| Valérie Bellenoue | Légpuska              | 392       | 22.***    | kiesett | kiesett  |
| Valérie Bellenoue | Sportpuska, összetett | 574       | 16.       | kiesett | kiesett  |
| Laurence Brize    | Sportpuska, összetett | 578       | 9.*       | kiesett | kiesett  |
| Laurence Brize    | Légpuska              | 396       | 9.*       | 497,9   | 7.       |
| Stéphanie Neau    | Trap                  | 57        | 12.       | kiesett | kiesett  |

* - két másik versenyzővel azonos eredményt ért el

** - három másik versenyzővel azonos eredményt ért el

*** - négy másik versenyzővel azonos eredményt ért el

**** - öt másik versenyzővel azonos eredményt ért el

***** - hat másik versenyzővel azonos eredményt ért el

## Súlyemelés
Férfi
| Versenyző            | Versenyszám | Szakítás                 | Szakítás                 | Lökés                    | Lökés                    | Összesen | Helyezés |
| Versenyző            | Versenyszám | Eredmény                 | Helyezés                 | Eredmény                 | Helyezés                 | Összesen | Helyezés |
| -------------------- | ----------- | ------------------------ | ------------------------ | ------------------------ | ------------------------ | -------- | -------- |
| Eric Bonnel          | 56 kg       | érvényes kísérlet nélkül | érvényes kísérlet nélkül | kiesett                  | kiesett                  | kiesett  | kiesett  |
| Samson N'Dicka-Matam | 62 kg       | 127,5                    | 9.                       | 160,0                    | 4.***                    | 287,5    | 6.       |
| Romuald Ernault      | 69 kg       | 142,5                    | 8.*                      | 165,0                    | 8.*                      | 307,5    | 7.       |
| David Matam          | 85 kg       | 167,5                    | 6.**                     | érvényes kísérlet nélkül | érvényes kísérlet nélkül | kiesett  | kiesett  |

Női
| Versenyző         | Versenyszám | Szakítás | Szakítás | Lökés    | Lökés    | Összesen | Helyezés |
| Versenyző         | Versenyszám | Eredmény | Helyezés | Eredmény | Helyezés | Összesen | Helyezés |
| ----------------- | ----------- | -------- | -------- | -------- | -------- | -------- | -------- |
| Virginie Lachaume | 53 kg       | 75,0     | 6.*      | 100,0    | 7.       | 175,0    | 7.       |

* - egy másik versenyzővel azonos eredményt ért el

** - három másik versenyzővel azonos eredményt ért el

*** - négy másik versenyzővel azonos eredményt ért el

## Szinkronúszás
| Versenyző                     | Versenyszám | Technikai gyakorlat | Technikai gyakorlat | Selejtező        | Selejtező        | Selejtező  | Selejtező  | Döntő            | Döntő            | Döntő      | Döntő      | Helyezés |
| Versenyző                     | Versenyszám | Technikai gyakorlat | Technikai gyakorlat | Szabad gyakorlat | Szabad gyakorlat | Összesítés | Összesítés | Szabad gyakorlat | Szabad gyakorlat | Összesítés | Összesítés | Helyezés |
| Versenyző                     | Versenyszám | Pont                | Hely.               | Pont             | Hely.            | Pont       | Hely.      | Pont             | Hely.            | Pont       | Hely.      | Helyezés |
| ----------------------------- | ----------- | ------------------- | ------------------- | ---------------- | ---------------- | ---------- | ---------- | ---------------- | ---------------- | ---------- | ---------- | -------- |
| Virginie Dedieu Laure Thibaud | Páros       | 47,667              | 5.                  | 47,584           | 6.               | 95,251     | 5.         | 47,917           | 5.               | 95,584     | 5.         | 5.       |

## Taekwondo
Férfi
| Versenyző         | Versenyszám | Nyolcaddöntő                   | Negyeddöntő                     | Elődöntő                | Vigaszág első kör | Vigaszág elődöntő                 | Bronz- mérkőzés           | Döntő             | Helyezés |
| Versenyző         | Versenyszám | Ellenfél Eredmény              | Ellenfél Eredmény               | Ellenfél Eredmény       | Ellenfél Eredmény | Ellenfél Eredmény                 | Ellenfél Eredmény         | Ellenfél Eredmény | Helyezés |
| ----------------- | ----------- | ------------------------------ | ------------------------------- | ----------------------- | ----------------- | --------------------------------- | ------------------------- | ----------------- | -------- |
| Christophe Negrel | Váltósúly   | Patrick Stevens (NED) · 13-10  | Rəşəd Əhmədov (AZE) · 17-24     | kiesett                 |                   |                                   |                           |                   | 9.       |
| Pascal Gentil     | Nehézsúly   | Chika Chukwumerije (NGR) · 2-0 | Kristopher Moitland (CRC) · 4-1 | Mun Deszong (KOR) · 3-5 |                   | Abd el-Káder ez-Zrúri (MAR) · 3-1 | Ibráhím Kamál (JOR) · 6-2 |                   |          |

Női
| Versenyző       | Versenyszám | Nyolcaddöntő                   | Negyeddöntő                         | Elődöntő                     | Vigaszág első kör | Vigaszág elődöntő | Bronz- mérkőzés   | Döntő                   | Helyezés |
| Versenyző       | Versenyszám | Ellenfél Eredmény              | Ellenfél Eredmény                   | Ellenfél Eredmény            | Ellenfél Eredmény | Ellenfél Eredmény | Ellenfél Eredmény | Ellenfél Eredmény       | Helyezés |
| --------------- | ----------- | ------------------------------ | ----------------------------------- | ---------------------------- | ----------------- | ----------------- | ----------------- | ----------------------- | -------- |
| Gwladys Epangue | Pehelysúly  | Cristiana Corsi (ITA) · 0-2    | kiesett                             | kiesett                      |                   |                   |                   |                         | 11.      |
| Myriam Baverel  | Nehézsúly   | Dominique Bosshart (CAN) · 7-5 | Daniela Castrignano (ITA) · 8-8 SUP | Nádín Daváni (JOR) · 3-3 SUP |                   |                   |                   | Csen Csung (CHN) · 5-12 |          |

SUP - döntő fölény

## Tenisz
Férfi
| Versenyző                         | Versenyszám | 64-es főtábla                           | 32-es főtábla                                                | Nyolcaddöntő                                                | Negyeddöntő                                                      | Elődöntő          | Bronz- mérkőzés   | Döntő             | Helyezés |
| Versenyző                         | Versenyszám | Ellenfél Eredmény                       | Ellenfél Eredmény                                            | Ellenfél Eredmény                                           | Ellenfél Eredmény                                                | Ellenfél Eredmény | Ellenfél Eredmény | Ellenfél Eredmény | Helyezés |
| --------------------------------- | ----------- | --------------------------------------- | ------------------------------------------------------------ | ----------------------------------------------------------- | ---------------------------------------------------------------- | ----------------- | ----------------- | ----------------- | -------- |
| Grégory Carraz                    | Egyes       | Márkosz Pagdatísz (CYP) · 7-5, 6-7, 5-7 | kiesett                                                      | kiesett                                                     | kiesett                                                          | kiesett           | kiesett           | kiesett           | 33.      |
| Arnaud Clément                    | Egyes       | Nicolás Lapentti (ECU) · 7-6, 6-2       | Ivo Karlović (CRO) · 6-7, 6-4, 4-6                           | kiesett                                                     | kiesett                                                          | kiesett           | kiesett           | kiesett           | 17.      |
| Sébastien Grosjean                | Egyes       | Luis Horna (PER) · 6-2, 7-5             | Wayne Arthurs (AUS) · 7-6, 6-3                               | Feliciano López (ESP) · 6-7, 6-4, 6-0                       | Fernando González Ciuffardi (CHI) · 2-6, 6-2, 4-6                | kiesett           | kiesett           | kiesett           | 5.       |
| Fabrice Santoro                   | Egyes       | Filippo Volandri (ITA) · 6-1, 6-2       | Tommy Robredo (ESP) · 6-1, 3-6, 4-6                          | kiesett                                                     | kiesett                                                          | kiesett           | kiesett           | kiesett           | 17.      |
| Arnaud Clément Sébastien Grosjean | Páros       |                                         | Zimbabwe (ZIM) · Wayne Black · Kevin Ullyett · 7-5, 4-6, 7-9 | kiesett                                                     | kiesett                                                          | kiesett           | kiesett           | kiesett           | 17.      |
| Michaël Llodra Fabrice Santoro    | Páros       |                                         | Belgium (BEL) · Xavier Malisse · Olivier Rochus · 6-3, 6-2   | Kanada (CAN) · Daniel Nestor · Fred Niemeyer · 6-3, 6-7,6-3 | Horvátország (CRO) · Mario Ančić · Ivan Ljubičić · 6-4, 3-6, 7-9 | kiesett           | kiesett           | kiesett           | 5.       |

Női
| Versenyző                      | Versenyszám | 64-es főtábla                            | 32-es főtábla                                                        | Nyolcaddöntő                                                                | Negyeddöntő                                                        | Elődöntő                      | Bronz- mérkőzés   | Döntő                          | Helyezés |
| Versenyző                      | Versenyszám | Ellenfél Eredmény                        | Ellenfél Eredmény                                                    | Ellenfél Eredmény                                                           | Ellenfél Eredmény                                                  | Ellenfél Eredmény             | Ellenfél Eredmény | Ellenfél Eredmény              | Helyezés |
| ------------------------------ | ----------- | ---------------------------------------- | -------------------------------------------------------------------- | --------------------------------------------------------------------------- | ------------------------------------------------------------------ | ----------------------------- | ----------------- | ------------------------------ | -------- |
| Nathalie Dechy                 | Egyes       | Paola Suárez (ARG) · 7-6, 6-7, 7-9       | kiesett                                                              | kiesett                                                                     | kiesett                                                            | kiesett                       | kiesett           | kiesett                        | 33.      |
| Amélie Mauresmo                | Egyes       | Conchita Martínez (ESP) · 6-1, 6-4       | Maria Elena Camerin (ITA) · 6-0, 6-1                                 | Chanda Rubin (USA) · 6-3, 6-1                                               | Szvetlana Kuznyecova (RUS) · 7-6, 4-6, 6-2                         | Alicia Molik (AUS) · 7-6, 6-3 |                   | Justine Henin (BEL) · 3-6, 3-6 |          |
| Mary Pierce                    | Egyes       | Anabel Medina Garrigues (ESP) · 6-3, 7-5 | Nagyezsda Petrova (RUS) · 6-2, 6-1                                   | Venus Williams (USA) · 6-4, 6-4                                             | Justine Henin (BEL) · 4-6, 4-6                                     | kiesett                       | kiesett           | kiesett                        | 5.       |
| Sandrine Testud                | Egyes       | Silvia Farina Elia (ITA) · 2-6, 0-6      | kiesett                                                              | kiesett                                                                     | kiesett                                                            | kiesett                       | kiesett           | kiesett                        | 33.      |
| Nathalie Dechy Sandrine Testud | Páros       |                                          | Szlovénia (SLO) · Tina Križan · Katarina Srebotnik · 7-5, 6-3        | Oroszország (RUS) · Szvetlana Kuznyecova · Jelena Lihovceva · 2-6, 7-6, 6-3 | Argentína (ARG) · Paola Suárez · Patricia Tarabini · 4-6, 6-1, 4-6 | kiesett                       | kiesett           | kiesett                        | 5.       |
| Amélie Mauresmo Mary Pierce    | Páros       |                                          | Görögország (GRE) · Eléni Danjilídu · Hrísztina Zahariádu · 7-5, 6-1 | Egyesült Államok (USA) · Martina Navratilova · Lisa Raymond · WO            | kiesett                                                            | kiesett                       | kiesett           | kiesett                        | 9.       |

WO - ellenfél nélkül

## Tollaslabda
| Versenyző                          | Versenyszám  | 32-es főtábla                                                      | Nyolcaddöntő      | Negyeddöntő       | Elődöntő          | Bronz- mérkőzés   | Döntő             | Helyezés |
| Versenyző                          | Versenyszám  | Ellenfél Eredmény                                                  | Ellenfél Eredmény | Ellenfél Eredmény | Ellenfél Eredmény | Ellenfél Eredmény | Ellenfél Eredmény | Helyezés |
| ---------------------------------- | ------------ | ------------------------------------------------------------------ | ----------------- | ----------------- | ----------------- | ----------------- | ----------------- | -------- |
| Hongyan Pi                         | Női egyes    | Szo Junhi (KOR) · 6-11, 11-6, 7-11                                 | kiesett           | kiesett           | kiesett           | kiesett           | kiesett           | 17.      |
| Svetoslav Stoyanov Victoria Wright | Vegyes páros | Dánia (DEN) · Jens Eriksen · Mette Schjoldager · 13-15, 15-2, 5-15 | kiesett           | kiesett           | kiesett           | kiesett           | kiesett           | 17.      |

## Torna
Férfi
| Versenyző                                                                                     | Versenyszám      | Selejtező | Selejtező | Döntő    | Döntő    |
| Versenyző                                                                                     | Versenyszám      | Pontszám  | Helyezés  | Pontszám | Helyezés |
| --------------------------------------------------------------------------------------------- | ---------------- | --------- | --------- | -------- | -------- |
| Pierre-Yves Beny                                                                              | Talaj            | 8,837     | 68.       | kiesett  | kiesett  |
| Pierre-Yves Beny                                                                              | Ugrás            | 9,250     |           | kiesett  | kiesett  |
| Pierre-Yves Beny                                                                              | Gyűrű            | 9,750     | 5.        | 9,800    | 5.*      |
| Pierre-Yves Beny                                                                              | Lólengés         | 9,475     | 31.       | kiesett  | kiesett  |
| Pierre-Yves Beny                                                                              | Egyéni összetett | 37,312    | 75.       | kiesett  | kiesett  |
| Benoît Caranobe                                                                               | Talaj            | 9,287     | 49.       | kiesett  | kiesett  |
| Benoît Caranobe                                                                               | Ugrás            | 9,506     | 9.        | kiesett  | kiesett  |
| Benoît Caranobe                                                                               | Korlát           | 9,450     | 42.       | kiesett  | kiesett  |
| Benoît Caranobe                                                                               | Nyújtó           | 9,537     | 36.       | kiesett  | kiesett  |
| Benoît Caranobe                                                                               | Gyűrű            | 9,587     | 36.       | kiesett  | kiesett  |
| Benoît Caranobe                                                                               | Lólengés         | 9,162     | 53.       | kiesett  | kiesett  |
| Benoît Caranobe                                                                               | Egyéni összetett | 56,635    | 15.       | 55,973   | 17.      |
| Yann Cucherat                                                                                 | Korlát           | 9,750     | 6.        | 9,762    | 6.       |
| Yann Cucherat                                                                                 | Nyújtó           | 9,700     | 17.       | kiesett  | kiesett  |
| Yann Cucherat                                                                                 | Gyűrű            | 8,912     | 69.       | kiesett  | kiesett  |
| Yann Cucherat                                                                                 | Lólengés         | 9,512     | 28.       | kiesett  | kiesett  |
| Yann Cucherat                                                                                 | Egyéni összetett | 37,874    | 72.       | kiesett  | kiesett  |
| Dimitri Karbanenko                                                                            | Talaj            | 9,612     | 23.       | kiesett  | kiesett  |
| Dimitri Karbanenko                                                                            | Ugrás            | 9,475     |           | kiesett  | kiesett  |
| Dimitri Karbanenko                                                                            | Korlát           | 8,550     | 73.       | kiesett  | kiesett  |
| Dimitri Karbanenko                                                                            | Nyújtó           | 9,537     | 37.       | kiesett  | kiesett  |
| Dimitri Karbanenko                                                                            | Gyűrű            | 9,012     | 65.       | kiesett  | kiesett  |
| Dimitri Karbanenko                                                                            | Lólengés         | 8,375     | 78.       | kiesett  | kiesett  |
| Dimitri Karbanenko                                                                            | Egyéni összetett | 54,561    | 39.       | kiesett  | kiesett  |
| Florent Maree                                                                                 | Talaj            | 9,212     | 50.       | kiesett  | kiesett  |
| Florent Maree                                                                                 | Ugrás            | 9,375     |           | kiesett  | kiesett  |
| Florent Maree                                                                                 | Korlát           | 9,150     | 58.       | kiesett  | kiesett  |
| Florent Maree                                                                                 | Nyújtó           | 9,687     | 23.       | kiesett  | kiesett  |
| Florent Maree                                                                                 | Gyűrű            | 9,387     | 53.       | kiesett  | kiesett  |
| Florent Maree                                                                                 | Egyéni összetett | 46,811    | 57.       | kiesett  | kiesett  |
| Johan Mounard                                                                                 | Talaj            | 8,525     | 77.       | kiesett  | kiesett  |
| Johan Mounard                                                                                 | Ugrás            | 9,187     |           | kiesett  | kiesett  |
| Johan Mounard                                                                                 | Korlát           | 9,725     | 9.        | kiesett  | kiesett  |
| Johan Mounard                                                                                 | Nyújtó           | 9,637     | 28.       | kiesett  | kiesett  |
| Johan Mounard                                                                                 | Lólengés         | 9,050     | 60.       | kiesett  | kiesett  |
| Johan Mounard                                                                                 | Egyéni összetett | 46,124    | 60.       | kiesett  | kiesett  |
| Pierre-Yves Beny Benoît Caranobe Yann Cucherat Dimitri Karbanenko Florent Maree Johan Mounard | Csapat összetett | 226,231   | 9.        | kiesett  | kiesett  |

Női
| Versenyző                                                                                       | Versenyszám      | Selejtező | Selejtező | Döntő    | Döntő    |
| Versenyző                                                                                       | Versenyszám      | Pontszám  | Helyezés  | Pontszám | Helyezés |
| ----------------------------------------------------------------------------------------------- | ---------------- | --------- | --------- | -------- | -------- |
| Coralie Chacon                                                                                  | Talaj            | 9,062     | 46.       | kiesett  | kiesett  |
| Coralie Chacon                                                                                  | Ugrás            | 9,437     | 4.        | 4,456    | 8.       |
| Coralie Chacon                                                                                  | Gerenda          | 8,650     | 58.       | kiesett  | kiesett  |
| Coralie Chacon                                                                                  | Egyéni összetett | 27,162    | 79.       | kiesett  | kiesett  |
| Soraya Chaouch                                                                                  | Talaj            | 8,200     | 78.       | kiesett  | kiesett  |
| Soraya Chaouch                                                                                  | Ugrás            | 9,125     |           | kiesett  | kiesett  |
| Soraya Chaouch                                                                                  | Felemás korlát   | 9,550     | 16.       | kiesett  | kiesett  |
| Soraya Chaouch                                                                                  | Gerenda          | 8,962     | 39.       | kiesett  | kiesett  |
| Soraya Chaouch                                                                                  | Egyéni összetett | 35,837    | 39.       | kiesett  | kiesett  |
| Marine Debauve                                                                                  | Talaj            | 9,362     | 23.       | kiesett  | kiesett  |
| Marine Debauve                                                                                  | Ugrás            | 9,150     |           | kiesett  | kiesett  |
| Marine Debauve                                                                                  | Felemás korlát   | 9,500     | 21.       | kiesett  | kiesett  |
| Marine Debauve                                                                                  | Gerenda          | 9,425     | 17.       | kiesett  | kiesett  |
| Marine Debauve                                                                                  | Egyéni összetett | 37,437    | 11.       | 37,361   | 7.       |
| Émilie Le Pennec                                                                                | Talaj            | 9,425     | 17.       | kiesett  | kiesett  |
| Émilie Le Pennec                                                                                | Ugrás            | 9,325     |           | kiesett  | kiesett  |
| Émilie Le Pennec                                                                                | Felemás korlát   | 9,662     | 4.        | 9,687    |          |
| Émilie Le Pennec                                                                                | Gerenda          | 8,900     | 44.       | kiesett  | kiesett  |
| Émilie Le Pennec                                                                                | Egyéni összetett | 37,312    | 12.       | 36,636   | 14.      |
| Isabelle Severino                                                                               | Talaj            | 9,175     | 38.       | kiesett  | kiesett  |
| Isabelle Severino                                                                               | Ugrás            | 9,337     |           | kiesett  | kiesett  |
| Isabelle Severino                                                                               | Felemás korlát   | 9,137     | 52.       | kiesett  | kiesett  |
| Isabelle Severino                                                                               | Egyéni összetett | 27,649    | 76.       | kiesett  | kiesett  |
| Camille Schmutz                                                                                 | Felemás korlát   | 9,337     | 38.       | kiesett  | kiesett  |
| Camille Schmutz                                                                                 | Gerenda          | 9,137     | 28.       | kiesett  | kiesett  |
| Camille Schmutz                                                                                 | Egyéni összetett | 18,474    | 89.       | kiesett  | kiesett  |
| Coralie Chacon Soraya Chaouch Marine Debauve Émilie Le Pennec Isabelle Severino Camille Schmutz | Csapat összetett | 148,759   | 6.        | 110,159  | 6.       |

* - egy másik versenyzővel azonos pontszámmal végzett

### Trambulin
| Versenyző    | Versenyszám | Selejtező | Selejtező | Döntő    | Döntő    |
| Versenyző    | Versenyszám | Pontszám  | Helyezés  | Pontszám | Helyezés |
| ------------ | ----------- | --------- | --------- | -------- | -------- |
| David Martin | Férfi       | 67,4      | 6.        | 39,9     | 8.       |

## Triatlon
| Versenyző          | Versenyszám | 1,5 km úszás | 1,5 km úszás | 40 km kerékpározás | 40 km kerékpározás | 10 km futás | 10 km futás | Összesítés | Összesítés |
| Versenyző          | Versenyszám | Idő          | Hely.        | Idő                | Hely.              | Idő         | Hely.       | Idő        | Helyezés   |
| ------------------ | ----------- | ------------ | ------------ | ------------------ | ------------------ | ----------- | ----------- | ---------- | ---------- |
| Frédéric Belaubre  | Férfi       | 18:04        | 7.           | 1:00:39            | 6.                 | 32:34       | 12.         | 1:52:00,53 | 5.         |
| Carl Blasco        | Férfi       | 18:06        | 11.          | 1:01:25            | 13.                | 33:12       | 17.         | 1:53:20,16 | 12.        |
| Stéphane Poulat    | Férfi       | 18:04        | 9.           | 1:01:24            | 12.                | 33:44       | 26.         | 1:53:51,35 | 14.        |
| Delphine Pelletier | Női         | 20:40        | 47.          | 1:17:54            | 43.                | 43:19       | 44.         | 2:22:39,28 | 44.        |

## Úszás
Férfi
| Versenyző                                                             | Versenyszám            | Előfutam | Előfutam | Előfutam | Elődöntő | Elődöntő | Elődöntő | Döntő   | Döntő    |
| Versenyző                                                             | Versenyszám            | Idő      | Hely.    | Össz.    | Idő      | Hely.    | Össz.    | Idő     | Helyezés |
| --------------------------------------------------------------------- | ---------------------- | -------- | -------- | -------- | -------- | -------- | -------- | ------- | -------- |
| Julien Sicot                                                          | 50 m gyors             | 22,30    | 2.       | 6.       | 22,26    | 4.       | 10.      | kiesett | kiesett  |
| Fréd Bousquet                                                         | 50 m gyors             | 22,24    | 1.       | 2.       | 22,29    | 5.       | 12.      | kiesett | kiesett  |
| Fréd Bousquet                                                         | 100 m pillangó         | 53,63    | 4.       | 25.      | kiesett  | kiesett  | kiesett  | kiesett | kiesett  |
| Fréd Bousquet                                                         | 100 m gyors            | 49,08    | 3.       | 5.       | 49,25    | 6.       | 10.      | kiesett | kiesett  |
| Romain Barnier                                                        | 100 m gyors            | 49,49    | 1.       | 7.       | 49,63    | 7.       | 12.      | kiesett | kiesett  |
| Nicolas Rostoucher                                                    | 200 m gyors            | 1:50,96  | 8.       | 25.      | kiesett  | kiesett  | kiesett  | kiesett | kiesett  |
| Nicolas Rostoucher                                                    | 400 m gyors            | 3:50,73  | 3.       | 12.      |          |          |          | kiesett | kiesett  |
| Nicolas Rostoucher                                                    | 1500 m gyors           | 15:13,56 | 3.       | 11.      |          |          |          | kiesett | kiesett  |
| Pierre Roger                                                          | 100 m hát              | 56,07    | 7.       | 21.      | kiesett  | kiesett  | kiesett  | kiesett | kiesett  |
| Simon Dufour                                                          | 100 m hát              | 55,76    | 5.       | 13.      | 56,15    | 8.       | 16.      | kiesett | kiesett  |
| Simon Dufour                                                          | 200 m hát              | 1:59,52  | 4.       | 6.       | 1:58,96  | 3.       | 6.       | 1:58,49 | 6.       |
| Hugues Duboscq                                                        | 100 m mell             | 1:01,15  | 3.       | 6.       | 1:01,17  | 3.       | 7.       | 1:00,88 |          |
| Hugues Duboscq                                                        | 200 m mell             | 2:16,56  | 7.       | 25.      | kiesett  | kiesett  | kiesett  | kiesett | kiesett  |
| Franck Esposito                                                       | 100 m pillangó         | 52,61    | 2.       | 8.       | 52,88    | 4.       | 11.      | kiesett | kiesett  |
| Franck Esposito                                                       | 200 m pillangó         | 1:58,12  | 2.*      | 7.**     | 1:59,00  | 7.       | 15.      | kiesett | kiesett  |
| Romain Barnier Fréd Bousquet Fabien Gilot Julien Sicot Amaury Leveaux | 4 × 100 m gyorsváltó   | 3:17,64  | 2.*      | 6.*      |          |          |          | 3:16,23 | 7.       |
| Fabien Horth Nicolas Kintz Amaury Leveaux Nicolas Rostoucher          | 4 × 200 m gyorsváltó   | 7:21,31  | 4.       | 8.       |          |          |          | 7:17,43 | 7.       |
| Fréd Bousquet Hugues Duboscq Simon Dufour Franck Esposito             | 4 × 100 m vegyes váltó | 3:37,60  | 6.       | 6.       |          |          |          | 3:36,57 | 5.       |

Női
| Versenyző                                                      | Versenyszám            | Előfutam | Előfutam | Előfutam | Elődöntő | Elődöntő | Elődöntő | Döntő   | Döntő    |
| Versenyző                                                      | Versenyszám            | Idő      | Hely.    | Össz.    | Idő      | Hely.    | Össz.    | Idő     | Helyezés |
| -------------------------------------------------------------- | ---------------------- | -------- | -------- | -------- | -------- | -------- | -------- | ------- | -------- |
| Malia Metella                                                  | 50 m gyors             | 25,21    | 2.       | 3.       | 24,99    | 3.       | 3.       | 24,89   |          |
| Malia Metella                                                  | 100 m gyors            | 55,08    | 1.       | 5.       | 54,57    | 4.       | 4.       | 54,50   | 4.       |
| Malia Metella                                                  | 100 m pillangó         | 59,38    | 5.       | 8.*      | 59,28    | 6.       | 9.       | kiesett | kiesett  |
| Solenne Figuès                                                 | 200 m gyors            | 1:59,90  | 2.       | 5.       | 1:58,65  | 1.       | 2.       | 1:58,45 |          |
| Laure Manaudou                                                 | 400 m gyors            | 4:06,76  | 1.       | 1.       |          |          |          | 4:05,34 |          |
| Laure Manaudou                                                 | 800 m gyors            | 8:25,91  | 1.       | 1.       |          |          |          | 8:24,96 |          |
| Laure Manaudou                                                 | 100 m hát              | 1:01,27  | 1.       | 1.       | 1:00,88  | 2.       | 2.       | 1:00,88 |          |
| Alexandra Putra                                                | 100 m hát              | 1:04,13  | 8.       | 29.      | kiesett  | kiesett  | kiesett  | kiesett | kiesett  |
| Alexandra Putra                                                | 200 m hát              | 2:19,75  | 8.       | 27.      | kiesett  | kiesett  | kiesett  | kiesett | kiesett  |
| Aurore Mongel                                                  | 100 m pillangó         | 1:00,65  | 8.       | 25.      | kiesett  | kiesett  | kiesett  | kiesett | kiesett  |
| Aurore Mongel                                                  | 200 m pillangó         | 2:12,26  | 5.       | 15.      | 2:11,13  | 6.       | 11.      | kiesett | kiesett  |
| Céline Couderc Solenne Figuès Malia Metella Aurore Mongel      | 4 × 100 m gyorsváltó   | 3:42,42  | 3.       | 7.       |          |          |          | 3:40,23 | 5.       |
| Céline Couderc Solenne Figuès Elsa N'Guessan Katarin Quelennec | 4 × 200 m gyorsváltó   | 8:09,42  | 6.       | 10.      |          |          |          | kiesett | kiesett  |
| Malia Metella Aurore Mongel Alexandra Putra Laurie Thomassin   | 4 × 100 m vegyes váltó | 4:11,42  | 8.       | 14.      |          |          |          | kiesett | kiesett  |

* - egy másik versenyzővel azonos időt ért el

** - két másik versenyzővel azonos időt ért el

## Vitorlázás
Férfi
| Versenyző                        | Versenyszám     | Futam | Futam    | Futam | Futam | Futam | Futam | Futam | Futam | Futam | Futam | Futam | Pontszám | Helyezés |
| Versenyző                        | Versenyszám     | 1     | 2        | 3     | 4     | 5     | 6     | 7     | 8     | 9     | 10    | 11    | Pontszám | Helyezés |
| -------------------------------- | --------------- | ----- | -------- | ----- | ----- | ----- | ----- | ----- | ----- | ----- | ----- | ----- | -------- | -------- |
| Julien Bontemps                  | Szörfvitorlázás | 5     | kizárták | 9     | 8     | 12    | 11    | 6     | 14    | 4     | 2     | 18    | 89       | 9.       |
| Guillaume Florent                | Finn dingi      | 7     | 7        | 5     | 16    | 3     | 9     | 9     | 15    | 13    | 12    | 19    | 96       | 8.       |
| Gildas Philippe Nicolas le Berre | 470-es osztály  | 14    | 2        | 13    | 7     | 2     | 17    | 15    | 17    | 12    | 13    | 2     | 97       | 5.       |
| Xavier Rohart Pascal Rambeau     | Csillaghajó     | 3     | 9        | 6     | 15    | 7     | 2     | 4     | 12    | 3     | 1     | 7     | 54       |          |

Női
| Versenyző                                       | Versenyszám     | Futam | Futam | Futam | Futam | Futam | Futam | Futam | Futam | Futam | Futam | Futam | Pontszám | Helyezés |
| Versenyző                                       | Versenyszám     | 1     | 2     | 3     | 4     | 5     | 6     | 7     | 8     | 9     | 10    | 11    | Pontszám | Helyezés |
| ----------------------------------------------- | --------------- | ----- | ----- | ----- | ----- | ----- | ----- | ----- | ----- | ----- | ----- | ----- | -------- | -------- |
| Faustine Merret                                 | Szörfvitorlázás | 2     | 13    | 1     | 4     | 2     | 4     | 4     | 5     | 4     | 3     | 2     | 31       |          |
| Blandine Rouille                                | Europe          | 25    | 17    | 4     | 5     | 5     | 18    | 3     | 14    | 14    | 11    | 6     | 97       | 11.      |
| Ingrid Petitjean Nadège Douroux                 | 470-es osztály  | 8     | 3     | 5     | 7     | 7     | 20    | 19    | 18    | 10    | 14    | 9     | 100      | 10.      |
| Anne le Helley Elodie Lesaffre Marion Deplanque | Yngling         | 3     | 2     | 14    | 11    | 9     | 13    | 10    | 3     | 2     | 3     | 1     | 57       | 5.       |

Nyílt
| Versenyző                         | Versenyszám        | Futam | Futam    | Futam | Futam | Futam | Futam | Futam | Futam | Futam | Futam | Futam | Futam | Futam | Futam | Futam | Futam | Pontszám | Helyezés |
| Versenyző                         | Versenyszám        | 1     | 2        | 3     | 4     | 5     | 6     | 7     | 8     | 9     | 10    | 11    | 12    | 13    | 14    | 15    | 16    | Pontszám | Helyezés |
| --------------------------------- | ------------------ | ----- | -------- | ----- | ----- | ----- | ----- | ----- | ----- | ----- | ----- | ----- | ----- | ----- | ----- | ----- | ----- | -------- | -------- |
| Félix Pruvot                      | Laser              | 10    | kizárták | 32    | 10    | 17    | 8     | 32    | 23    | 1     | 9     | 1     |       |       |       |       |       | 143      | 15.      |
| Marc Audineau Stéphane Christidis | Könnyű 49-es dingi | 6     | 10       | 14    | 11    | 16    | 1     | 12    | 14    | 4     | 18    | 11    | 11    | 4     | 8     | 10    | 14    | 130      | 11.      |
| Olivier Backes Laurent Voiron     | Tornádó            | 4     | 12       | 11    | 2     | 5     | 4     | 11    | 5     | 5     | 8     | 2     |       |       |       |       |       | 57       | 4.       |

## Vívás
Férfi
| Versenyző                                                    | Versenyszám       | Selejtező         | 32-es főtábla                    | Nyolcaddöntő                  | Negyeddöntő                                                                     | Elődöntő                                                                                         | Bronz- mérkőzés                                                                     | Döntő                                                                          | Helyezés |
| Versenyző                                                    | Versenyszám       | Ellenfél Eredmény | Ellenfél Eredmény                | Ellenfél Eredmény             | Ellenfél Eredmény                                                               | Ellenfél Eredmény                                                                                | Ellenfél Eredmény                                                                   | Ellenfél Eredmény                                                              | Helyezés |
| ------------------------------------------------------------ | ----------------- | ----------------- | -------------------------------- | ----------------------------- | ------------------------------------------------------------------------------- | ------------------------------------------------------------------------------------------------ | ----------------------------------------------------------------------------------- | ------------------------------------------------------------------------------ | -------- |
| Loïc Attely                                                  | Tőr, egyéni       |                   | Roland Schlosser (AUT) · 15-14   | Brice Guyart (FRA) · 4-15     | kiesett                                                                         | kiesett                                                                                          | kiesett                                                                             | kiesett                                                                        | 12.      |
| Brice Guyart                                                 | Tőr, egyéni       |                   | Szofján el-Azízi (ALG) · 15-3    | Loïc Attely (FRA) · 15-4      | Peter Joppich (GER) · 15-12                                                     | Andrea Cassarà (ITA) · 15-14                                                                     |                                                                                     | Salvatore Sanzo (ITA) · 15-13                                                  |          |
| Erwann Le Péchoux                                            | Tőr, egyéni       |                   | Tung Csao-cse (CHN) · 15-9       | Simone Vanni (ITA) · 8-15     | kiesett                                                                         | kiesett                                                                                          | kiesett                                                                             | kiesett                                                                        | 13.      |
| Éric Boisse                                                  | Párbajtőr, egyéni |                   | Siriroj Rathprasert (THA) · 15-9 | Andrés Carillo (CUB) · 15-11  | Fabrice Jeannet (FRA) · 15-14                                                   | Marcel Fischer (SUI) · 9-15                                                                      | Pavel Kolobkov (RUS) · 8-15                                                         |                                                                                | 4.       |
| Fabrice Jeannet                                              | Párbajtőr, egyéni |                   | Szergej Kocsetkov (RUS) · 15-11  | I Szangjop (KOR) · 15-5       | Éric Boisse (FRA) · 14-15                                                       | kiesett                                                                                          | kiesett                                                                             | kiesett                                                                        | 5.       |
| Hugues Obry                                                  | Párbajtőr, egyéni |                   | Andrés Carillo (CUB) · 10-15     | kiesett                       | kiesett                                                                         | kiesett                                                                                          | kiesett                                                                             | kiesett                                                                        | 20.      |
| Julien Pillet                                                | Kard, egyéni      |                   | O Unszok (KOR) · 15-13           | Szergej Sarikov (RUS) · 11-15 | kiesett                                                                         | kiesett                                                                                          | kiesett                                                                             | kiesett                                                                        | 11.      |
| Damien Touya                                                 | Kard, egyéni      |                   | Rafał Sznajder (POL) · 14-15     | kiesett                       | kiesett                                                                         | kiesett                                                                                          | kiesett                                                                             | kiesett                                                                        | 20.      |
| Gaël Touya                                                   | Kard, egyéni      |                   | Keeth Smart (USA) · 11-15        | kiesett                       | kiesett                                                                         | kiesett                                                                                          | kiesett                                                                             | kiesett                                                                        | 19.      |
| Loïc Attely Jean-Noël Ferrari Brice Guyart Erwann Le Péchoux | Tőr, csapat       |                   |                                  |                               | Oroszország (RUS) · Renal Ganyejev · Jurij Molcsan · Ruszlan Naszibulin · 38-45 | 5–8. helyért · Egyiptom (EGY) · Mosztafa Nagáti · Ali Tarek Madgy · Tamer Mohamed Tahoun · 45-32 | 5. helyért · Németország (GER) · Peter Joppich · Simon Senft · André Weßels · 45-38 |                                                                                | 5.       |
| Éric Boisse Fabrice Jeannet Jérôme Jeannet Hugues Obry       | Párbajtőr, csapat |                   |                                  |                               | Egyesült Államok (USA) · Seth Kelsey · Cody Mattern · Soren Thompson · 45-32    | Németország (GER) · Jörg Fiedler · Sven Schmid · Daniel Strigel · 45-44                          |                                                                                     | Magyarország (HUN) · Boczkó Gábor · Kovács Iván · Kulcsár Krisztián · 43-32    |          |
| Julien Pillet Damien Touya Gaël Touya                        | Kard, csapat      |                   |                                  |                               | Kína (CHN) · Csen Feng · Huang Jao-csiang · Csou Han-ming · 45-35               | Egyesült Államok (USA) · Ivan James Lee · Jason Rogers · Keeth Smart · 45-44                     |                                                                                     | Olaszország (ITA) · Aldo Montano · Gianpiero Pastore · Luigi Tarantino · 45-42 |          |

Női
| Versenyző                                                                 | Versenyszám       | Selejtező         | 32-es főtábla                    | Nyolcaddöntő                       | Negyeddöntő                                         | Elődöntő                                                                      | Bronz- mérkőzés                                                                     | Döntő                    | Helyezés |
| Versenyző                                                                 | Versenyszám       | Ellenfél Eredmény | Ellenfél Eredmény                | Ellenfél Eredmény                  | Ellenfél Eredmény                                   | Ellenfél Eredmény                                                             | Ellenfél Eredmény                                                                   | Ellenfél Eredmény        | Helyezés |
| ------------------------------------------------------------------------- | ----------------- | ----------------- | -------------------------------- | ---------------------------------- | --------------------------------------------------- | ----------------------------------------------------------------------------- | ----------------------------------------------------------------------------------- | ------------------------ | -------- |
| Adeline Wuillème                                                          | Tőr, egyéni       |                   | Vita Szilcsanka (BLR) · 15-4     | Margherita Granbassi (ITA) · 15-9  | Valentina Vezzali (ITA) · 8-15                      | kiesett                                                                       | kiesett                                                                             | kiesett                  | 7.       |
| Laura Flessel-Colovic                                                     | Párbajtőr, egyéni |                   | Eimey Gómez (CUB) · 15-9         | Király-Picot Hajnalka (FRA) · 15-9 | Joána Hrísztu (GRE) · 15-13                         | Mincza-Nébald Ildikó (HUN) · 15-14                                            |                                                                                     | Nagy Tímea (HUN) · 10-15 |          |
| Király-Picot Hajnalka                                                     | Párbajtőr, egyéni |                   | Sen Vej-vej (CHN) · 11-7         | Laura Flessel-Colovic (FRA) · 9-15 | kiesett                                             | kiesett                                                                       | kiesett                                                                             | kiesett                  | 15.      |
| Maureen Nisima                                                            | Párbajtőr, egyéni |                   | Dímitra Manganudáki (GRE) · 6-5  | Evelyn Halls (AUS) · 15-10         | Imke Duplitzer (GER) · 15-14                        | Nagy Tímea (HUN) · 14-15                                                      | Mincza-Nébald Ildikó (HUN) · 15-12                                                  |                          |          |
| Cécile Argiolas                                                           | Kard, egyéni      |                   | Darina Nedaskivszka (UKR) · 15-9 | Tan Hszüe (CHN) · 11-15            | kiesett                                             | kiesett                                                                       | kiesett                                                                             | kiesett                  | 13.      |
| Anne-Lise Touya                                                           | Kard, egyéni      |                   |                                  | Csang Jing (CHN) · 12-15           | kiesett                                             | kiesett                                                                       | kiesett                                                                             | kiesett                  | 9.       |
| Leonore Perrus                                                            | Kard, egyéni      |                   |                                  | Emily Jacobson (USA) · 15-13       | Sada Jacobson (USA) · 11-15                         | kiesett                                                                       | kiesett                                                                             | kiesett                  | 6.       |
| Sarah Daninthe Laura Flessel-Colovic Király-Picot Hajnalka Maureen Nisima | Párbajtőr, csapat |                   |                                  |                                    | Kína (CHN) · Li Na · Sen Vej-vej · Csang Li · 45-33 | Németország (GER) · Claudia Bokel · Imke Duplitzer · Britta Heidemann · 32-33 | Kanada (CAN) · Monique Kavelaars · Julie Leprohon · Sherraine Schalm-MacKay · 45-37 |                          |          |